# Re:ステージ!
『Re:ステージ！』（リステージ）は、ポニーキャニオンとKADOKAWA（コンプティーク）による女子中学生アイドルを描いたメディアミックス作品。通称はリステ。
キャラクターデザインに和泉つばすを迎え、『月刊コンプティーク』にて2015年8月号より原作小説が連載開始された。同年12月号ではKiRaReのキャストを発表、2016年3月には1stシングル『Startin' My Re:STAGE!!』を発売、2017年6月25日には1stライブが行われ、2017年8月からはスマホゲーム『Re:ステージ！ プリズムステップ』が配信されている。2018年7月1日の2ndライブにてアニメ化が発表、2019年7月に放送を開始した。
ストーリーは、一度はアイドルの夢をあきらめかけていた中学生6人が再び立ち上がってアイドルユニット「KiRaRe」を結成し、中学生アイドル部活の全国大会である「プリズムステージ」での優勝を目指すというものである。

## あらすじ
抜群の歌と踊りのセンスを持つ式宮舞菜は、とある事情で私立稀星（まれほし）学園本校芸能科から同学園高尾校普通科へ転校してきた中学1年生。登校初日、生徒会副会長である長谷川実に先導され、学内と部活動を見て回る。運動部の活動のようすを紹介したあと、文化部の部室棟へ連れていき、一通り案内が終わると実はその場を去っていった。
舞菜は1人で文化部の部室棟の奥へと進み、やがて行き止まりに着く。そこには「謡舞踊部」（ようぶようぶ）と書かれた張り紙が貼ってあり、振り返って部室を覗くと部長の市杵島瑞葉に出会う。瑞葉は舞菜に対し、入部届であることを隠しながら署名させようとしたところ、部室に来た月坂紗由が止めに入る。物語の当初、部員は瑞葉と紗由の2人しかおらず、活動実績がないことを理由に生徒会からこのままだと廃部になると通告されていた。舞菜は瑞葉が提案した部活動の体験を受け、紗由と共に歌い踊ったことでかつての夢が目覚め、入部を決意する。しかし、実から部を存続させるためには部員が5人いてかつ、なんらかの実績がなければならないと言われる。
謡舞踊部の廃部を回避させるための実績作りとして、瑞葉は「舞菜と紗由でアイドルユニットを結成させ、プリズムステージで優勝させる」ということを思いつく。アイドルを夢見る紗由はこれに賛同し、舞菜もためらいつつも受け入れる。
その後、一度はアイドルを夢見たが、それぞれの事情であきらめようとしていた柊かえ、本城香澄、そして一人でアイドルを続けていた長谷川みいこと実も、舞菜たちの活動に触れて心を動かされ、仲間に加わる。当初は謡舞踊部の存続が目的であった瑞葉も、活動を通し、仲間とともにプリズムステージでの優勝を夢見るようになっていった。
晴れて6人となった謡舞踊部は、ユニット名をKiRaRe（キラリ）とし、プリズムステージでの優勝を目指し、活動していく。

## 登場人物
大元の小説をもとに、各メディア版での登場や扱いがある場合は併記する。

### KiRaRe（キラリ）
私立稀星学園高尾校中等部普通科の謡舞踊部のメンバーで結成されたアイドルグループ。2015年11月10日発売のコンプティーク2015年12月号でキャスト発表された。物語開始時は部員は2人で実績もなかったため廃部が決まっていたが、それを阻止するための実績づくりとして「プリズムステージ」での優勝を目指す。原作小説およびゲーム中、実際のCD発売時も一貫して「KiRaRe」と表記されている。グループ名はファンによる公募でコンプティーク誌上のアンケートにより付けられたもの。劇中では当初、瑞葉が「梅こぶ茶飲み隊」という仮称で名付けていたが、長時間の協議の末、誰かの案でいつの間にか「KiRaRe」と決まったことになっている。設定上ではみいの案により「KiRaRe」と決まったことになっており、アニメではその様子が描写された。
式宮舞菜（しきみや まな）
声 - 牧野天音
原作小説・アニメ版の主人公。中学1年生。4月23日生まれで血液型はO型。おとなしく引っ込み思案な性格だが、意外と行動力がある。現在は叔母（アニメによれば斎野静香）と生活している。
一度見ただけの踊りを、それまで踊っていた紗由を引っ張るぐらいにすぐ踊れるなど、抜群の歌と踊りのセンスを持つ。幼いころから姉と歌い踊るのが好きで、トップアイドルである姉のいる私立稀星学園本校芸能科に推薦入学した。しかし、そのセンスゆえに、本校アイドル部の部員から嫉妬されるなど風当たりが強かったため、自分の歌と踊りでは人を楽しませることができないと感じ、このことがきっかけで、人前で歌ったり踊ったりすることができなくなった。そして、アイドルへの夢をあきらめ1年生の5月（アニメでは4月）に普通科しかない高尾校へ転校する。しかし紗由と出会ったことで歌うこと・踊ることの楽しさを思い出し、彼女と一緒に踊りたいと思ったことから、謡舞踊部に入部して再びアイドルを目指す。
また、踊りのセンスだけでなくボイスノイド（音声合成ソフト）の声からサンプル元が本城香澄であることを言い当てるなど音感にも優れている。
特に紗由と仲がよく、お互いに高めあいながら成長する様子が描かれる。姉とは非常に仲が良いが、プリズムステージにおいてライバル宣言をし、Stellamarisを倒して全国優勝することを誓う。
アニメでは、芸能一家の出身で母親も元女優（トップスター）と設定されている。
月坂紗由（つきさか さゆ）
声 - 鬼頭明里
中学1年生。9月7日生まれで血液型はA型。まじめでまっすぐな性格。
幼いころから各地のアイドル大会に出場しており実績も残してきた。本校への入学を目指していたが、両親の反対によりアイドル活動をあきらめて高尾校へ入学する。しかし、夢をあきらめることができず、両親に内緒でアイドルを目指そうと仲間を集めようとしていた時に瑞葉と出会い、謡舞踊部に入部する。そして転校してきた舞菜の歌や踊りに引き込まれ、舞菜と支えあう親友となる。
両親にアイドル活動を認められていないため、家族ぐるみでアイドル活動を応援されているオルタンシアを少しうらやましく思っている。のちにメンバーの協力により、プリズムステージ全国大会に優勝したらその後のアイドル活動を認めてもらえることを両親と約束する。
詩を書くことが好きで書いた本を多く所有している。しかし、特にアニメでは舞菜以外にあまり評価されていない。
市杵島瑞葉（いちきしま みずは）
声 - 田澤茉純
中学3年生。部長。6月13日生まれで血液型はAB型。おっとりとした性格で関西弁を話す。家は芸能関係者ならだれでも知っている伝統のある京都の神社で、神楽舞や日本舞踊を得意とするが、リズム感はなくダンスは苦手。学校でも上半身には着物を羽織っており、スカートも制服とは若干異なっている。様々な人脈を持っていて、駅前のメイド喫茶をなぜか第2部室と呼んで自由に使ったり、舞菜や実の正体にいち早く気付いたりするなど、とらえどころのない人物と評されている。
謡舞踊部にはもともと十分な部員がいたが、進級によって部長だけが部員として残った。新入生を勧誘していたときに、部を存続させたい瑞葉とアイドルを目指す紗由が意気投合した。なお本人はアイドルになるつもりはなく、あくまでも応援係に徹するつもりだった。
特に実と仲が良く、何かと気にかけている。
アニメでは、1年生の時から一人でアイドルの部活を目指していたという設定が付加されている。
柊かえ（ひいらぎ かえ）
声 - 立花芽恵夢
中学1年生。1月5日生まれで血液型はO型。物静かな性格だが毒舌家でもある。機械いじりが得意で、アイドル適正数値を図るほかに、危険物を確認できるなどの非常に多機能な「IPPグラス」など、独自の発明品を多数持っている。
頭は良いが体が弱かったため引きこもりがちで保健室の常連であった。特に小学校時代の学芸会で声が出せなかったことがトラウマとなるが、アイドルによって精神的に救われた。だが、自身はあくまでもアイドルのファンであり、自分が人に夢を見せるアイドルになれるなどと思っておらず、クラスメイトの舞菜や紗由に誘われてもアイドルは生半可な気持ちでやるものではないと断っていた。しかし、彼女たちの練習を見ているうちに引き込まれ、自分でもアイドルを夢見ていいのだと気づき、部員となる。
香澄と仲が良く、FPSでのコードネーム「ダークシャドウプリンセス」からプリンセスと呼ばれている。
アニメでは、FPSに関する説明は省略されている。
本城香澄（ほんじょう かすみ）
声 - 岩橋由佳
中学2年生。12月20日生まれで血液型はA型。クールな性格の僕っ子。
小学生時代は芸能事務所に入って子役などの芸能活動をしており、アイドルとしての経歴を認められて本校への入学も決まっていたが、ボイスノイド（アニメではここぱんなと名付けられている）のサンプルボイス担当としての依頼が入り、街中が彼女の声であふれてしまったことから自分で歌わなくてもいいと思ってしまい、夢を彼女に譲りアイドル目指すのをやめてしまう。そのため本校ではなく高尾校へ入学して、アイドルから最も遠いサバイバルゲーム部に入り、サバゲに傾倒していた。しかし舞菜と紗由、そしてかえの努力によって歌うことの楽しさを思い出し、彼女たちと一緒に歌いたいという思いから部員となる。その後も学校のサバゲ部は兼部している。
かえと仲が良く、サバゲ部での二つ名「サウザンドキルエンジェル」からエンジェルと呼ばれている。
アニメでは 子役などとしての活躍経歴はあるもののアイドルはしておらず、アイドルを目指して受けたオーディションがボイスノイドの担当となるためのものだったと語られている。そのため本校の入学についても触れられていない。
長谷川みい（はせがわ みい）
声 - 空見ゆき
中学3年生。生徒会副会長兼部活動統括委員。本名は長谷川実（はせがわ みのり）で、みいは芸名。3月1日生まれで血液型はB型。生徒会副会長としての自分とアイドルとしての自分を演じ分けており、生徒会モードの時は非常にまじめでしっかりとした生徒だが、アイドルモードの時は一人称を「みい」とし語尾に「みぃ」を付けるなど、アイドル的なキャラ付けをしている。アイドル時はいじられキャラとなるためギャップが激しい。
元々はアイドルを目指して本校に入学しようとしていたが最終面接に落ち、高尾校に入学する。それでもめげずに仲間を集めアイドル活動をしようとするが、芸能科のある本校と異なり普通科しかない進学校である高尾校にはそのような気概のある生徒はおらず、アイドル部活も無かったため、その後2年間ソロとして秋葉原などで活動していた。そのため3年生になって突然アイドル活動を始めた謡舞踊部を快く思っておらず、廃部に追い込もうとするが、舞菜と紗由が高尾校内の屋外ステージで最初に行ったミニライブに感動して、その気持ちは落ち着く。そして、秋葉原でソロライブをしていた最中に当時の謡舞踊部のメンバーに素性が判明し、これまでの行動を謝罪するなど素直な一面を見せる。のちに瑞葉の説得で部員となる。
特に瑞葉と仲が良く、ソロ活動していたときの心情を理解され心の中にずけずけ入ってくると評価している。
アニメおよびゲーム内で配信されている原作本文中では、生徒会モード時はメガネをかけている（ちなみに、アニメ版より登場した生徒会のメンバーは、会計（声 - 涼本あきほ）、庶務（声 - 長谷川育美）、書記（声 - 咲々木瞳）の3人とも皆メガネをかけている）。また、原作では本校の受験時に最終面接まで行ったことが語られているが、アニメでは省略されている。

### ortensia（オルタンシア）
鈴村女子中学アイドル部代表のアイドルグループ。2016年8月10日のニコニコ生放送でキャスト発表された。プリズムステージ東京予選の準決勝でKiRaReと対決する。2人の年齢差から陽花が1年生の時は活動できなかったこともあり、学校ではアイドル活動をほとんどしておらず、主に家庭科部で活動している。のちにKiRaReの手助けをするなど良きライバルとなる。しかし、陽花が海外へ行ったことで活動休止状態となる。原作小説およびゲーム中、実際のCD発売時にはカタカナで「オルタンシア」と表記されている。名前の由来はフランス語で紫陽花であり、二人の名前もそれを分割したものになっている。ゲームでは井の頭公園、アニメでは府中駅周辺の公園などで週末に活動していることになっている。
伊津村紫（いつむら ゆかり）
声 - 小澤亜李
中学1年生。6月5日生まれで血液型はO型。年は下だが陽花の叔母。明るくさばさばした性格。
オルタンシアの休止後、水篠苑をアイドルとして育てるため、新たにアスタレーヴを結成する。
伊津村陽花（いつむら はるか）
声 - 花守ゆみり（2019年11月17日まで） → 嶺内ともみ（2019年12月10日～2022年12月4日） → 未定
中学2年生。6月7日生まれで血液型はA型。年は上だが紫の姪。落ち着いた雰囲気を持つ。
東京予選終了後、親とともに海外へ行ってしまう。

### Stellamaris（ステラマリス）
私立稀星学園本校中等部芸能科のアイドル部のメンバーで結成された有名アイドルグループ。2016年9月25日のイベントでキャスト発表された。前回のプリズムステージ優勝者で、今年から珊瑚が加わりトリオとなって三連覇をめざす。プリズムステージ東京予選の決勝でKiRaReと対戦する。原作小説およびゲーム中ではカタカナで「ステラマリス」と表記されているが、テレビアニメ中及び実際のCD発売時には「Stellamaris」という表記になっている。名前の由来はステラ・マリスから。なお、『Re:ステージ！プリズムステップ』のメインストーリーにおいて、グループ名は1年前にメンバーだった水篠環が提案したことになっている。アニメでは本校は初台駅周辺にある設定。
式宮碧音（しきみや あおね）
声 - 髙橋ミナミ
中学3年生。7月30日生まれで血液型はAB型。舞菜の姉で、ステラマリスのリーダーであるカリスマアイドル。入学テストでは10秒歌って踊っただけで、面接官がスタンディングオベーションするほど。妹の舞菜を溺愛しており、「まーちゃん」と呼ぶ。
一条瑠夏（いちじょう るか）
声 - 諏訪彩花
中学3年生。10月9日生まれで血液型はA型。練習を怠らないストイックな性格で、アイドル部の部長を務める。
岬珊瑚（みさき さんご）
声 - 田中あいみ
中学1年生。11月15日生まれで血液型はB型。1年生ながらステラマリスのメンバーに抜擢された。強気な性格で舞菜や紗由、かえをライバル視している。
水篠環（みずしの たまき）
声 - 高橋李依
高校1年生。9月30日生まれで血液型はAB型。ゲーム『Re:ステージ！プリズムステップ』メインストーリーの過去編に登場。碧音たちの1学年上で、昨年度のステラマリスのメンバー。
碧音や瑠夏が入学する前にプリズムステージで優勝したユニットに所属していたが、自分と一緒に踊った人は苦しくなっていくという理由で幽霊部員となり顔を出していなかった。当時2年の碧音に推されて碧音や瑠夏とユニットを組み、本校トーナメントの開催前に「ステラマリス」というユニット名を提案する。稀星学園本校中等部卒業後は同校の高等部ではなく、別の高校に進学している。

### TROIS ANGES（トロワアンジュ）
『Re:ステージ！プリズムステップ』より登場。私立稀星学園本校中等部芸能科のアイドル部のメンバーで結成されたアイドルグループ。中学校で3人が揃う前からトロワアンジュとして活動していた記載がある。プリズムステージは1校1グループしか出場できないが、本校では様々な大会を制することを目的として複数のグループを結成しているため、KiRaReとは別の大会で戦うことになる。ゲーム中ではカタカナで「トロワアンジュ」と表記されているが、実際のCD発売時には「TROISANGES」という表記になっている（正確にはTROISとANGESの間に空白（ジャケットでは改行）が入るが、JASRACには「TROISANGES」で登録されている）。名前の由来はフランス語で三天使。
白鳥天葉（しらとり あまは）
声 - 日岡なつみ
中学3年生。8月30日生まれで血液型はAB型。トロワアンジュのセンターで「天使の歌声」を持つ。世間知らずのお嬢様で人の悪意を知らない。
帆風奏（ほかぜ かなで）
声 - 阿部里果
中学3年生。5月5日生まれで血液型はO型。他の2人よりはまだ世間の常識を知っているためトロワアンジュの参謀役だが、やはり少しずれたところもある。
緋村那岐咲（ひむら なぎさ）
声 - 長妻樹里
中学2年生。7月10日生まれで血液型はB型。天葉と奏を護るナイト。常にまっすぐで一生懸命。

### Tetrarkhia（テトラルキア）
『Re:ステージ！プリズムステップ』より登場。愛知県の中学の4人組アイドルグループで、中部地方のプリズムステージ予選会でその名を轟かせた。全員がリーダーを名乗っている。ゲーム中ではカタカナで「テトラルキア」と表記されているが、実際のCD発売時には「Tetrarkhia」という表記になっている。名前の由来はテトラルキアと四神から。なお、『Re:ステージ！プリズムステップ』のメインストーリーにおいて、グループ名はアイドル部の顧問が提案したことになっている。
坂東美久龍（ばんどう みくる）
声 - 山田奈都美
中学3年生。9月11日生まれで血液型はO型。威勢がよく、テトラルキアの実質的なリーダー。美久龍という名を少し恥ずかしく思っている。名前の由来は青龍から。
西館ハク（にしだて ハク）
声 - 佐藤実季
中学1年生。2月28日生まれで血液型はA型。無口で集団行動を好まない。彼女が入ったことでテトラルキアは活動できるようになった。名前の由来は白虎から。
南風野朱莉（はえの あかり）
声 - 高柳知葉
中学3年生。10月12日生まれで血液型はA型。個性豊かなテトラルキアのまとめ役でムードメーカー的存在。名前の由来は朱雀から。
城北玄刃（しろきた くろは）
声 - 西田望見
中学2年生。2月3日生まれで血液型はAB型。テトラルキアの参謀役。知性を感じるものを好む。名前の由来は玄武から。

### AsterReve（アスタレーヴ）
休止したオルタンシアに変わり活動を始めた、鈴村女子中学アイドル部代表のアイドルグループ。
伊津村紫（いつむら ゆかり）

水篠苑（みずしの その）
声 - 篠原侑
中学1年生。ゲーム『Re:ステージ！プリズムステップ』メインストーリーより登場。紫の同級生で環の妹。
オルタンシアのファンだが、恥ずかしがり屋な性格のため、影から応援していた。アイドルの勉強をするため、紫とアスタレーヴとしての活動を始める。

### TriumTone（トライアムトーン）
ゲーム『Re:ステージ！プリズムステップ』メインストーリーの全国大会編より登場。福岡県の希ヶ丘女子中学校（のぞみがおかじょしちゅうがっこう）アイドル部代表のアイドルグループ。プリズムステージ2年連続準優勝という実績を持つ強豪校で、今年あらたに結成されたユニット。
旭日向（あさひ ひな）
声 - 和泉風花
中学2年生。未雨に憧れアイドル部に入部した。ちょっとオタク気質。
佐倉未雨（さくら みう）
声 - 齊藤未莉依
中学3年生。過去2回、プリズムステージでステラマリスに敗北し挫折していた。
中野りんか（なかの りんか）
声 - 小宮山あかり
中学1年生。天才肌で何でもできるが、「出来る姉」と比較されてきた経緯を持つ。

### Archouchou（アルシュシュ）
ゲーム『Re:ステージ！プリズムステップ』メインストーリーの全国大会編より登場。神奈川県の泉咲学園中学校（いずみざきがくえんちゅうがっこう）アイドル部代表のアイドルグループ。幼馴染3人による仲良しユニット。
空野音々（そらの ねおん）
声 - 吉武千颯
中学2年生。ポジティブな甘えん坊。「とあるボイスノイド」と所縁がある。
古海チエ（ふるみ チエ）
声 - 中林新夏
中学2年生。「あるお嬢様たち」と同じ小学校に通っていたが、転校してきて2人と出会った。
双葉詩穂（ふたば しほ）
声 - 平塚紗依
中学2年生。ゲテモノ好き。実家の常連客の「とある人物」と師弟関係にある。

### その他
神崎美津子（かんざき みつこ）
声 - あきやまかおる
舞菜・紗由・かえのクラス（アニメでは1年2組）の副担任で、担当科目は音楽。謡舞踊部の顧問であるが、部活にはほとんど顔を出さない。KiRaReのメンバーからはおしゃべりと評されている。KiRaReの楽曲の大半はみいが作曲したことになっていたが、実際にはほとんどが彼女の手助けによるものである。
容姿はアニメ版で初めて描かれた。
先生
『Re:ステージ！プリズムステップ』のプレイヤー。プリズムステージ東京予選終了後に赴任してきた新任の教師で、神崎先生にKiRaReのサポートを頼まれ謡舞踊部の顧問となる。配信開始当初はメインキャラクターとして登場していたが、徐々に出番が減少していき、2020年頃を最後に登場していない。
メイド長（メイドちょう）
声 - 未公表（プリズムステップ）
瑞葉が第2部室と呼ぶ高尾駅前のメイド喫茶の店長。瑞葉はなぜか店長ではなくメイド長と呼ぶ。
アニメ版ではメイド喫茶のシーンが描かれていないため登場していない。彼女の出番は瑞葉単独の調査や、瑞葉と紗由との会話などに差し替えられている。
ここぱんな（ここ ぱんな）
声 - 岩橋由佳
アニメ版より登場。合成音声によって作られたアイドル風のボイスノイド。公表されていないが、香澄の声をサンプリングして作られている。
原作ではボイスノイドからいずれアイドルが生まれるかもしれないという程度の記述にとどまっている。
斎野静香（さいの しずか）
声 - 中原麻衣
アニメ版より登場。舞菜の叔母。保護者代わりをしている。
原作では叔母と一緒に暮らしているという存在が語られていただけである。
紗由の両親
声 - 未公表（プリズムステップ）/ 母：関香澄、父：古賀明（アニメ）
小学生時代は紗由のアイドル活動を応援していたが、中学に入ってからは（アニメでは特に母親が強く）反対していた。
後にわだかまりが解けてからは、むしろ紗由が困惑するぐらい応援している。
容姿はアニメ版で初めて描かれた。
伊津村静江（いつむら しずえ）
声 - 岩渕友紀
オルタンシアの陽花の母で紫の姉。紫が生まれる1年前に陽花を産んだ。家族そろって2人のアイドル活動を応援している。
容姿はアニメ版で初めて描かれた。
すがきもとP
声 - 今井文也
アニメ版より登場。有名アイドルプロデューサー。本作のプロデューサーであるポニーキャニオンの椿本康雄がモデル。

## スタッフ
- キャラクターデザイン&イラスト - 和泉つばす[3]
- シリーズ構成・ストーリー - team yoree.（冨田頼子、加茂靖子、浦畑達彦）[3]
- SDイラスト - MATSUDA98[3]
- 音楽制作 - ポニーキャニオン[3]

## 作品

### 書誌情報
- team yoree.『Re:ステージ！』 KADOKAWA〈単行本コミックス〉、全3巻（2019年1月6日現在）
  1. 2016年3月10日発売 ISBN 978-4041040645
  2. 2017年1月26日発売 ISBN 978-4041050859
  3. 2018年8月10日発売 ISBN 978-4041050897

### 楽曲一覧
シングル・アルバムにはフルコーラスで収録。一部シングルにはInstrumentバージョンがあったり、ミニドラマなどが追加されているケースもある。ゲーム収録（『Re:ステージ！プリズムステップ』）はフルコーラスのLongバージョンはなく、ショートサイズにカットされている。ゲーム収録曲状態は2024年8月現在のもの。なお、過去2回 さくらいろMYチャイム-君に贈るAngelyell-どりーみぃ☆すたー と、 夏の約束-エンドレスサマー・ホームワーク という組み合わせでネット投票によりフルバージョンの制作を決めるイベントがあったため、上記5曲の内3曲はフルバージョンが存在せずゲームにも登場しない。アニメで放送され、特典として封入されたものも参考程度に掲載する。ライブイベントでのみ披露された楽曲は掲載していない。
| 楽曲名                                   | ユニットor歌手                 | 収録アルバム                                              | 収録シングル                                                             | ゲーム収録曲 |
| ---------------------------------------- | ------------------------------ | --------------------------------------------------------- | ------------------------------------------------------------------------ | ------------ |
| Startin' My Re:STAGE!!                   | KiRaRe                         | キラリズム、Re:STAGE! THE BEST                            | Startin' My Re:STAGE!!                                                   | ○            |
| リメンバーズ!                            | KiRaRe                         | キラリズム、Re:STAGE! THE BEST                            | リメンバーズ!                                                            | ○            |
| 君に贈るAngel Yell                       | KiRaRe                         | キラリズム、Re:STAGE! THE BEST                            | リメンバーズ!                                                            | ○            |
| さくらいろ MY チャイム                   | 式宮舞菜&月坂紗由              |                                                           |                                                                          |              |
| 君に贈るAngel Yell                       | 本城香澄&柊かえ                |                                                           |                                                                          |              |
| どりーみぃ☆スター                        | 市杵島瑞葉&長谷川みい          |                                                           |                                                                          |              |
| 憧れFuture Sign                          | KiRaRe                         | キラリズム、Re:STAGE! THE BEST                            | 憧れFuture Sign                                                          | ○            |
| 憧れFuture Sign (Piano Strings Arrange)  | KiRaRe                         |                                                           | Don’t think, スマイル!!                                                  |              |
| 夏の約束                                 | KiRaRe                         | キラリズム、Re:STAGE! THE BEST                            | 憧れFuture Sign                                                          | ○            |
| 夏の約束                                 | 式宮舞菜&月坂紗由&柊かえ       |                                                           |                                                                          |              |
| エンドレスサマー・ホームワーク           | 市杵島瑞葉&本城香澄&長谷川みい |                                                           |                                                                          |              |
| Do it!! PARTY!!                          | KiRaRe                         | キラリズム、Re:STAGE! THE BEST                            |                                                                          | ○            |
| GROWING!!                                | 式宮舞菜&月坂紗由              | キラリズム                                                |                                                                          | ○            |
| キライキライCRY                          | 市杵島瑞葉&長谷川みい          | キラリズム                                                |                                                                          | ○            |
| ク・ルリラビー                           | 柊かえ&本城香澄                | キラリズム                                                |                                                                          | ○            |
| 宣誓センセーション                       | KiRaRe                         | DRe:AMER（KiRaRe盤）、Re:STAGE! THE BEST                  | 宣誓センセーション                                                       | ○            |
| Winter Jewels                            | KiRaRe                         | Re:STAGE! THE BEST                                        | 宣誓センセーション                                                       | ○            |
| 367Days                                  | KiRaRe                         | DRe:AMER（KiRaRe盤）、Re:STAGE! THE BEST                  | 367Days                                                                  | ○            |
| 冒険トラベラー                           | KiRaRe                         | Re:STAGE! THE BEST                                        | 367Days                                                                  | ○            |
| ハッピータイフーン                       | KiRaRe                         | Re:STAGE! THE BEST                                        | ハッピータイフーン                                                       | ○            |
| ステレオライフ                           | KiRaRe                         | Re:STAGE! THE BEST                                        | ハッピータイフーン                                                       | ○            |
| Don’t think, スマイル!!                  | KiRaRe                         | Re:STAGE! THE BEST                                        | Don’t think, スマイル!!                                                  | ○            |
| Blooming, Blooming!                      | 式宮舞菜                       |                                                           | Blooming, Blooming!（式宮舞菜）/ロケット（月坂紗由）                     | ○            |
| ロケット                                 | 月坂紗由                       |                                                           | Blooming,Blooming!（式宮舞菜）／ ロケット（月坂紗由）                    | ○            |
| ガジェットはプリンセス                   | 柊かえ                         |                                                           | ガジェットはプリンセス（柊かえ）/せーので跳べって言ってんの!（本城香澄） | ○            |
| せーので跳べって言ってんの!              | 本城香澄                       |                                                           | ガジェットはプリンセス（柊かえ）/せーので跳べって言ってんの!（本城香澄） | ○            |
| ひと夜ひと夜にひとりごと                 | 市杵島瑞葉                     |                                                           | ひと夜ひと夜にひとりごと（市杵島瑞葉）/For you! For みい!（長谷川みい）  | ○            |
| For you! For みい!                       | 長谷川みい                     |                                                           | ひと夜ひと夜にひとりごと（市杵島瑞葉）/For you! For みい！（長谷川みい） | ○            |
| キラメキFuture                           | KiRaRe                         | DRe:AMER（KiRaRe盤）、Re:STAGE! THE BEST                  |                                                                          | ○            |
| OvertuRe:                                | KiRaRe                         | DRe:AMER（KiRaRe盤）、Re:STAGE! THE BEST                  |                                                                          | ○            |
| ミライKeyノート                          | 本城香澄（ここぱんな）         | DRe:AMER（KiRaRe盤）                                      |                                                                          | ○            |
| ミライKeyノート                          | 式宮舞菜&月坂紗由              | DRe:AMER（KiRaRe盤）（きゃにめの店舗特典）                |                                                                          |              |
| We Remember                              | KiRaRe                         | Chain of Dream                                            |                                                                          | ○            |
| Ideal/Idol                               | KiRaRe                         | Reboot                                                    | Ideal/Idol                                                               | ○            |
| Dramatic Echoes                          | KiRaRe                         | Refrain                                                   |                                                                          | ○            |
| 楽曲名                                   | ユニットor歌手                 | 収録アルバム                                              | 収録シングル                                                             | ゲーム収録曲 |
| FlowerS～となりで咲く花のように～        | ortensia                       | Pullulate、Re:STAGE! THE BEST                             | FlowerS～となりで咲く花のように～                                        | ○            |
| FlowerS～となりで咲く花のように～ -2021- | ortensia                       | Re:STAGE! THE BEST                                        |                                                                          |              |
| Dream a Gate                             | ortensia                       | Pullulate、Re:STAGE! THE BEST                             | FlowerS～となりで咲く花のように～                                        | ○            |
| Dream a Gate -2021-                      | ortensia                       | Re:STAGE! THE BEST                                        |                                                                          |              |
| Purple Rays                              | ortensia                       | Pullulate、DRe:AMER（オルタンシア盤）、Re:STAGE! THE BEST | Purple Rays                                                              | ○            |
| Purple Rays -2021-                       | ortensia                       | Re:STAGE! THE BEST                                        |                                                                          |              |
| Dear マイフレンド                        | ortensia                       | Pullulate、Re:STAGE! THE BEST                             | Purple Rays                                                              | ○            |
| Dear マイフレンド -2021-                 | ortensia                       | Re:STAGE! THE BEST                                        |                                                                          |              |
| ＊Heart Confusion＊                      | ortensia                       | Pullulate、Re:STAGE! THE BEST                             | ＊Heart Confusion＊                                                      | ○            |
| ＊Heart Confusion＊ -2021-               | ortensia                       | Re:STAGE! THE BEST                                        |                                                                          |              |
| crave                                    | ortensia                       | Pullulate、Re:STAGE! THE BEST                             | ＊Heart Confusion＊                                                      | ○            |
| crave -2021-                             | ortensia                       | Re:STAGE! THE BEST                                        |                                                                          |              |
| 君とインフィニティ                       | ortensia                       | Pullulate、Re:STAGE! THE BEST                             |                                                                          | ○            |
| 君とインフィニティ -2021-                | ortensia                       | Re:STAGE! THE BEST                                        |                                                                          |              |
| あのね                                   | 伊津村紫                       | Pullulate                                                 |                                                                          | ○            |
| アイノウ・アイノウ                       | 伊津村陽花                     | Pullulate                                                 |                                                                          | ○            |
| Yes, We Are!!!                           | ortensia                       | DRe:AMER（オルタンシア盤）、Re:STAGE! THE BEST            |                                                                          | ○            |
| Yes, We Are!!!                           | 各人物のソロ ver.              | DRe:AMER（オルタンシア盤）（きゃにめの店舗特典）          |                                                                          |              |
| Yes, We Are!!! -2021-                    | ortensia                       | Re:STAGE! THE BEST                                        |                                                                          |              |
| Re:Rays                                  | ortensia                       | Chain of Dream                                            |                                                                          | ○            |
| 雨音ファンファーレ                       | ortensia                       | Reboot                                                    |                                                                          | ○            |
| Rainbow FlowerS                          | ortensia                       | Relation                                                  | Rainbow FlowerS                                                          | ○            |
| 楽曲名                                   | ユニットor歌手                 | 収録アルバム                                              | 収録シングル                                                             | ゲーム収録曲 |
| Stage of Star                            | Stellamaris                    | Q.E.D.、Re:STAGE! THE BEST                                | Stage of Star                                                            | ○            |
| 恋はフュージョン                         | Stellamaris                    | Q.E.D.、Re:STAGE! THE BEST                                | Stage of Star                                                            | ○            |
| Secret Dream                             | Stellamaris                    | Q.E.D.、Re:STAGE! THE BEST                                | Secret Dream                                                             | ○            |
| Realize                                  | Stellamaris                    | Q.E.D.、Re:STAGE! THE BEST                                | Secret Dream                                                             | ○            |
| Brilliant Wings                          | Stellamaris                    | Q.E.D.、DRe:AMER（ステラマリス盤）、Re:STAGE! THE BEST    | Brilliant Wings                                                          | ○            |
| Time and Space                           | Stellamaris                    | Q.E.D.、Re:STAGE! THE BEST                                | Brilliant Wings                                                          | ○            |
| InFiction                                | Stellamaris                    | Q.E.D.、Re:STAGE! THE BEST                                |                                                                          | ○            |
| Glory Star                               | 岬珊瑚                         | Q.E.D.                                                    |                                                                          | ○            |
| 惑わしラプソディ                         | 一条瑠夏                       | Q.E.D.                                                    |                                                                          | ○            |
| DESERT BLACK FLOWER                      | 式宮碧音                       | Q.E.D.                                                    |                                                                          | ○            |
| Like the Sun, Like the Moon              | Stellamaris                    | DRe:AMER（ステラマリス盤）、Re:STAGE! THE BEST            |                                                                          | ○            |
| Like the Sun, Like the Moon              | 各人物のソロ ver.              | DRe:AMER（ステラマリス盤）（きゃにめの店舗特典）          |                                                                          |              |
| Bridge to Dream                          | Stellamaris                    | Chain of Dream                                            |                                                                          | ○            |
| Clematis -クレマチス-                    | Stellamaris                    | Reboot                                                    | Clematis -クレマチス-                                                    | ○            |
| The World Never Ends                     | Stellamaris                    | Refrain                                                   |                                                                          | ○            |
| 楽曲名                                   | ユニットor歌手                 | 収録アルバム                                              | 収録シングル                                                             | ゲーム収録曲 |
| Cresc.Heart                              | TROISANGES                     | CAMPANELLA、Re:STAGE! THE BEST                            | Cresc.Heart                                                              | ○            |
| 月影のトロイメライ                       | TROISANGES                     | CAMPANELLA、Re:STAGE! THE BEST                            | Cresc.Heart                                                              | ○            |
| STORIA                                   | TROISANGES                     | CAMPANELLA、Re:STAGE! THE BEST                            |                                                                          | ○            |
| エンゼルランプ                           | TROISANGES                     | CAMPANELLA、Re:STAGE! THE BEST                            |                                                                          | ○            |
| Sinfonia                                 | TROISANGES                     | CAMPANELLA、Re:STAGE! THE BEST                            |                                                                          | ○            |
| Lumiere                                  | TROISANGES                     | Re:STAGE! THE BEST                                        | Lumiere                                                                  | ○            |
| Silent Dystopia                          | TROISANGES                     | Re:STAGE! THE BEST                                        | Lumiere                                                                  | ○            |
| Dears...                                 | TROISANGES                     | Loved One、Re:STAGE! THE BEST                             |                                                                          | ○            |
| 優しい風                                 | 白鳥天葉                       | Loved One                                                 |                                                                          | ○            |
| Skip                                     | 緋村那岐咲                     | Loved One                                                 |                                                                          | ○            |
| Twin Moon                                | 帆風奏                         | Loved One                                                 |                                                                          | ○            |
| Tomorrow Melodies                        | TROISANGES                     | Chain of Dream                                            |                                                                          | ○            |
| 銀河の雫                                 | TROISANGES                     | Reboot                                                    | 銀河の雫                                                                 | ○            |
| 青い鳥より                               | TROISANGES                     | Refrain                                                   |                                                                          | ○            |
| Abyss to Eden                            | TROISANGES                     | Rewind                                                    | Abyss to Eden                                                            | ○            |
| 楽曲名                                   | ユニットor歌手                 | 収録アルバム                                              | 収録シングル                                                             | ゲーム収録曲 |
| Fearless Girl                            | Tetrarkhia                     | Raise Your Fist、Re:STAGE! THE BEST                       | Fearless Girl                                                            | ○            |
| Shine on Me!!                            | Tetrarkhia                     | Raise Your Fist、Re:STAGE! THE BEST                       | Fearless Girl                                                            | ○            |
| カナリア                                 | Tetrarkhia                     | Raise Your Fist、Re:STAGE! THE BEST                       |                                                                          | ○            |
| Stay Together                            | Tetrarkhia                     | Raise Your Fist、Re:STAGE! THE BEST                       |                                                                          | ○            |
| 境界線                                   | Tetrarkhia                     | Raise Your Fist、Re:STAGE! THE BEST                       |                                                                          | ○            |
| Heroic Spark                             | Tetrarkhia                     | Re:STAGE! THE BEST                                        | Heroic Spark                                                             | ○            |
| Seventeen Feels                          | Tetrarkhia                     | Re:STAGE! THE BEST                                        | Heroic Spark                                                             | ○            |
| Ambitious Pieces                         | Tetrarkhia                     | Be the CHANGE.、Re:STAGE! THE BEST                        |                                                                          | ○            |
| Flavor Youth                             | 坂東美久龍                     | Be the CHANGE.                                            |                                                                          | ○            |
| T.A.I.YOU                                | 南風野朱莉                     | Be the CHANGE.                                            |                                                                          | ○            |
| One Step Ahead                           | 西館ハク                       | Be the CHANGE.                                            |                                                                          | ○            |
| Invisible Diamond                        | 城北玄刃                       | Be the CHANGE.                                            |                                                                          | ○            |
| Pins&Needles                             | Tetrarkhia                     | Chain of Dream                                            |                                                                          | ○            |
| ユニゾンモノローグ                       | Tetrarkhia                     | Reboot                                                    | ユニゾンモノローグ                                                       | ○            |
| M.L.V.G                                  | Tetrarkhia                     | Refrain                                                   | M.L.V.G                                                                  | ○            |
| Rock Out!!                               | Tetrarkhia                     | Rewind                                                    |                                                                          |              |
| 楽曲名                                   | ユニットor歌手                 | 収録アルバム                                              | 収録シングル                                                             | ゲーム収録曲 |
| Lots of love                             | アスタレーヴ                   |                                                           | Lots of love                                                             | ○            |
| un rêve                                  | アスタレーヴ                   |                                                           | Lots of love                                                             | ○            |
| Re:write                                 | 水篠苑                         |                                                           | Lots of love                                                             | ○            |
| I My Me Mine Sunshine！                  | アスタレーヴ                   | Refrain                                                   |                                                                          | ○            |
| 楽曲名                                   | ユニットor歌手                 | 収録アルバム                                              | 収録シングル                                                             | ゲーム収録曲 |
| 誘宵アバンダンス                         | トライアムトーン               | Refrain                                                   | 誘宵アバンダンス                                                         | ○            |
| WANTED                                   | トライアムトーン               |                                                           | 誘宵アバンダンス                                                         | ○            |
| サンダーレスキュー！                     | トライアムトーン               |                                                           | 誘宵アバンダンス                                                         | ○            |
| ドンキュロス                             | トライアムトーン               | Rewind                                                    |                                                                          | ○            |
| 楽曲名                                   | ユニットor歌手                 | 収録アルバム                                              | 収録シングル                                                             | ゲーム収録曲 |
| カラリコロリ                             | アルシュシュ                   | Refrain                                                   | カラリコロリ                                                             | ○            |
| 泡白昼夢                                 | アルシュシュ                   |                                                           | カラリコロリ                                                             | ○            |
| Merry Go Wonder!!                        | アルシュシュ                   |                                                           | カラリコロリ                                                             | ○            |
| Chouchou our vacation！                  | アルシュシュ                   | Rewind                                                    | Chouchou our vacation！                                                  | ○            |
| 楽曲名                                   | ユニットor歌手                 | 収録アルバム                                              | 収録シングル                                                             | ゲーム収録曲 |
| 私たち、四季を遊ぶんです!!               | Re:STAGE! ALL IDOL             | Re:STAGE! THE BEST                                        |                                                                          | ○            |
| ちぐはぐメロディ                         | 式宮舞菜・月坂紗由・岬珊瑚     | Reboot                                                    | ちぐはぐメロディ                                                         | ○            |
| Sin City                                 | 本城香澄・一条瑠夏・坂東美久龍 | Reboot                                                    | Sin City                                                                 | ○            |
| Imperial Stage                           | 式宮碧音・白鳥天音             | Relation                                                  | Imperial Stage                                                           | ○            |
| Artemis                                  | 一条瑠夏・緋村那岐咲           | Relation                                                  | Artemis                                                                  | ○            |
| Glass Wings                              | 岬珊瑚・帆風奏                 | Relation                                                  | Glass Wings                                                              | ○            |
| オン×ステージ！                          | 式宮舞菜・星咲あかり           |                                                           | オン×ステージ！                                                          | ○            |
| オン×ステージ！                          | 各人物のソロ ver.              |                                                           | オン×ステージ！                                                          |              |
| Prominence                               | 式宮碧音・皇城セツナ           |                                                           | Prominence                                                               | ○            |
| Prominence                               | 各人物のソロ ver.              |                                                           | Prominence                                                               |              |
| To Die For                               | 坂東美久龍・南風野朱莉         | Refrain                                                   |                                                                          | ○            |
| 永遠の一縷                               | 西館ハク・城北玄刃             | Refrain                                                   |                                                                          | ○            |
| アイシング・ドリーム                     | 西館ハク・珠洲島有栖           |                                                           | アイシング・ドリーム                                                     | ○            |
| アイシング・ドリーム                     | 各人物のソロ ver.              |                                                           | アイシング・ドリーム                                                     |              |

### シングル
レーベルはポニーキャニオンあるいはhotarubi。詳細はRe:ステージ!のディスコグラフィのシングルを参照。
| シングル名                                                                | 概略                                                                                    | 発売日         |
| ------------------------------------------------------------------------- | --------------------------------------------------------------------------------------- | -------------- |
| Startin' My Re:STAGE!!                                                    | 「KiRaRe」1stシングル                                                                   | 2016年3月20日  |
| リメンバーズ!                                                             | 「KiRaRe」2ndシングル                                                                   | 2016年8月17日  |
| 憧れFuture Sign                                                           | 「KiRaRe」3rdシングル                                                                   | 2017年1月18日  |
| 宣誓センセーション                                                        | 「KiRaRe」4thシングル                                                                   | 2017年12月20日 |
| 367Days                                                                   | 「KiRaRe」5thシングル                                                                   | 2018年8月22日  |
| ハッピータイフーン                                                        | 「KiRaRe」6thシングル                                                                   | 2019年3月27日  |
| Don’t think, スマイル!!                                                   | TVアニメ「Re:ステージ！ ドリームデイズ♪」SONG SERIES1 主題歌CD（「KiRaRe」7thシングル） | 2019年7月24日  |
| Blooming, Blooming!（式宮舞菜）/ロケット（月坂紗由）                      | TVアニメ「Re:ステージ！ ドリームデイズ♪」SONG SERIES2 Personal Music                    | 2019年8月21日  |
| ガジェットはプリンセス（柊かえ）/せーので跳べって言ってんの！（本城香澄） | TVアニメ「Re:ステージ！ ドリームデイズ♪」SONG SERIES3 Personal Music                    | 2019年8月21日  |
| ひと夜ひと夜にひとりごと（市杵島瑞葉）/For you! For みい！（長谷川みい）  | TVアニメ「Re:ステージ！ ドリームデイズ♪」SONG SERIES4 Personal Music                    | 2019年8月21日  |
| Ideal/Idol                                                                | 「KiRaRe」8thシングル                                                                   | 2022年8月5日   |
| FlowerS～となりで咲く花のように～                                         | 「ortensia」1stシングル                                                                 | 2017年1月18日  |
| Purple Rays                                                               | 「ortensia」2ndシングル                                                                 | 2017年7月19日  |
| ＊Heart Confusion＊                                                       | 「ortensia」3rdシングル                                                                 | 2018年6月20日  |
| Rainbow FlowerS                                                           | 「ortensia」シングル                                                                    | 2022年12月22日 |
| Stage of Star                                                             | 「Stellamaris」1stシングル                                                              | 2017年3月15日  |
| Secret Dream                                                              | 「Stellamaris」2ndシングル                                                              | 2017年8月18日  |
| Brilliant Wings                                                           | 「Stellamaris」3rdシングル                                                              | 2018年6月20日  |
| Clematis -クレマチス-                                                     | 「Stellamaris」4thシングル                                                              | 2022年6月15日  |
| Cresc.Heart                                                               | 「TROISANGES」1stシングル                                                               | 2017年9月10日  |
| Lumiere                                                                   | 「TROISANGES」2ndシングル                                                               | 2018年12月19日 |
| 銀河の雫                                                                  | 「TROISANGES」3rdシングル                                                               | 2022年6月1日   |
| Abyss to Eden                                                             | 「TROISANGES」シングル                                                                  | 2024年8月8日   |
| Fearless Girl                                                             | 「Tetrarkhia」1stシングル                                                               | 2017年9月10日  |
| Heroic Spark                                                              | 「Tetrarkhia」2ndシングル                                                               | 2018年11月21日 |
| ユニゾンモノローグ                                                        | 「Tetrarkhia」3rdシングル                                                               | 2022年5月25日  |
| M.L.V.G                                                                   | 「Tetrarkhia」シングル                                                                  | 2023年4月19日  |
| Lots of love                                                              | 「AsterReve」1stシングル                                                                | 2023年12月25日 |
| 誘宵アバンダンス                                                          | 「TriumTone」1stシングル                                                                | 2024年1月31日  |
| カラリコロリ                                                              | 「Archouchou」1stシングル                                                               | 2024年1月31日  |
| Chouchou our vacation！                                                   | 「Archouchou」シングル                                                                  | 2024年8月8日   |
| ちぐはぐメロディ                                                          | 「式宮舞菜・月坂紗由・岬珊瑚」シングル                                                  | 2022年5月18日  |
| Sin City                                                                  | 「本城香澄・一条瑠夏・坂東美久龍」シングル                                              | 2022年5月11日  |
| Imperial Stage                                                            | 「式宮碧音・白鳥天音」シングル                                                          | 2022年12月2日  |
| Artemis                                                                   | 「一条瑠夏・緋村那岐咲」シングル                                                        | 2022年11月25日 |
| Glass Wings                                                               | 「岬珊瑚・帆風奏」シングル                                                              | 2022年11月18日 |
| オン×ステージ！                                                           | 「式宮舞菜・星咲あかり」シングル                                                        | 2023年8月25日  |
| Prominence                                                                | 「式宮碧音・皇城セツナ」シングル                                                        | 2023年11月30日 |
| アイシング・ドリーム                                                      | 「西館ハク・珠洲島有栖」シングル                                                        | 2024年8月31日  |

### アルバム
レーベルはポニーキャニオンあるいはhotarubi。詳細はRe:ステージ!のディスコグラフィを参照。
| アルバム名                          | 概略 | 発売日         |
| ----------------------------------- | --- | -------------- |
| キラリズム                          | 「KiRaRe」1stアルバム                                                                                      | 2017年5月17日  |
| CAMPANELLA                          | 「TROISANGES」1stミニアルバム                                                                              | 2018年2月21日  |
| Raise Your Fist                     | 「Tetrarkhia」1stミニアルバム                                                                              | 2018年2月21日  |
| Q.E.D                               | 「Stellamaris」1stアルバム                                                                                 | 2019年1月30日  |
| Pullulate                           | 「オルタンシア」1stアルバム                                                                                | 2019年2月27日  |
| DRe:AMER（KiRaRe盤）                | TVアニメ「Re:ステージ！ ドリームデイズ♪」SONG SERIES5 挿入歌ミニアルバム                                   | 2019年10月2日  |
| DRe:AMER（オルタンシア盤）          | TVアニメ「Re:ステージ！ ドリームデイズ♪」SONG SERIES6 挿入歌ミニアルバム                                   | 2019年10月2日  |
| DRe:AMER（ステラマリス盤）          | TVアニメ「Re:ステージ！ ドリームデイズ♪」SONG SERIES7 挿入歌ミニアルバム                                   | 2019年10月2日  |
| ORIGINAL SOUNDTRACK／KOHTA YAMAMOTO | TVアニメ「Re:ステージ！ ドリームデイズ♪」SONG SERIES8 オリジナルサウンドトラック                           | 2019年10月2日  |
| Loved One                           | TVアニメ「Re:ステージ！ ドリームデイズ♪」SONG SERIES9 「TROISANGES」ミニアルバム                           | 2019年11月6日  |
| Be the CHANGE.                      | TVアニメ「Re:ステージ！ ドリームデイズ♪」SONG SERIES10 「Tetrarkhia」ミニアルバム                          | 2019年11月6日  |
| Chain of Dream                      | 「Re:ステージ!」コンセプトミニアルバム                                                                     | 2020年12月16日 |
| Re:STAGE! THE BEST                  | KiRaRe、オルタンシア、ステラマリス、トロワアンジュ、テトラルキアの各楽曲（全47曲）を収録したベストアルバム | 2021年3月17日  |
| Reboot                              | 「Re:ステージ!」コンセプトミニアルバム                                                                     | 2022年9月7日   |
| Relation                            | 「Re:ステージ!プリズムステップ」コンセプトミニアルバム                                                     | 2023年3月31日  |
| Refrain                             | 「Re:ステージ!プリズムステップ」コンセプトアルバム                                                         | 2024年4月1日   |

### カラオケ
2017年11月より、メインユニット“KiRaRe”の1stアルバム『キラリズム』がカラオケJOYSOUNDにて配信開始されている。
2019年7月23日から8月22日まで「PRISM☆LIVE!!～2ndSTAGE～Ready for Dream」のダイジェスト映像とJOYSOUND限定コメント映像がみるハコで配信された。
2024年9月現在、LIVE DAM AiにてRefrainまでの楽曲が配信されている（ただしPullulate収録の「あのね」「アイノウ・アイノウ」は未配信）。

## ライブ

### 主なライブ
| タイトル                                                                            | タイトル                                                                            | 公演日         | 会場                                      | 出演者 | 出典   |
| ----------------------------------------------------------------------------------- | ----------------------------------------------------------------------------------- | -------------- | ----------------------------------------- | --- | ------ |
| Re:ステージ! キラリン☆感謝祭～集まれ！リメンバーズ～                                | Re:ステージ! キラリン☆感謝祭～集まれ！リメンバーズ～                                | 2016年09月25日 | 秋川キララホール                          | KiRaRe（牧野天音、鬼頭明里、田澤茉純、立花芽恵夢、空見ゆき、岩橋由佳）、オルタンシア（小澤亜李、花守ゆみり） | [ 22 ] |
| Re:ステージ! PRISM☆LIVE!! ～1st STAGE～                                             | Re:ステージ! PRISM☆LIVE!! ～1st STAGE～                                             | 2017年06月25日 | 北とぴあ さくらホール                     | KiRaRe、オルタンシア、ステラマリス（高橋未奈美、諏訪彩花、田中あいみ） | [ 23 ] |
| Re:ステージ! トロワアンジュ・テトラルキア ミニアルバム発売記念 合同リリースイベント | Re:ステージ! トロワアンジュ・テトラルキア ミニアルバム発売記念 合同リリースイベント | 2018年03月10日 | サイエンスホール                          | トロワアンジュ（日岡なつみ、阿部里果、長妻樹里）、テトラルキア（山田奈都美、佐藤実季、高柳知葉、西田望見） | [ 24 ] |
| Re:ステージ! PRISM☆LIVE!! ～2ndSTAGE～ Ready for Dream                              | Re:ステージ! PRISM☆LIVE!! ～2ndSTAGE～ Ready for Dream                              | 2018年07月01日 | 山野ホール                                | KiRaRe、オルタンシア、ステラマリス、トロワアンジュ、テトラルキア | [ 25 ] |
| Re:ステージ! 1stTOUR -INTERSECT-                                                    | 大阪                                                                                | 2019年04月06日 | 江坂MUSE                                  | KiRaRe、ステラマリス | [ 26 ] |
| Re:ステージ! 1stTOUR -INTERSECT-                                                    | 仙台                                                                                | 2019年04月13日 | enn2nd                                    | KiRaRe、トロワアンジュ | [ 26 ] |
| Re:ステージ! 1stTOUR -INTERSECT-                                                    | 名古屋                                                                              | 2019年04月20日 | ell,FITS ALL                              | KiRaRe、テトラルキア | [ 26 ] |
| Re:ステージ! 1stTOUR -INTERSECT-                                                    | 東京                                                                                | 2019年04月27日 | 新宿ReNY                                  | KiRaRe、オルタンシア（小澤亜李のみ） | [ 26 ] |
| Re:ステージ! PRISM☆LIVE! 3rd STAGE ～Reflection～                                   | Re:ステージ! PRISM☆LIVE! 3rd STAGE ～Reflection～                                   | 2019年11月17日 | 大宮ソニックシティ 大ホール               | KiRaRe、オルタンシア、ステラマリス、トロワアンジュ、テトラルキア | [ 27 ] |
| Re:ステージ! ワンマンLIVE!! ～Chain of Dream～                                      | オルタンシア                                                                        | 2021年4月17日  | TACHIKAWA STAGE GARDEN                    | オルタンシア （小澤亜李、嶺内ともみ） | [ 28 ] |
| Re:ステージ! ワンマンLIVE!! ～Chain of Dream～                                      | KiRaRe                                                                              | 2021年4月17日  | TACHIKAWA STAGE GARDEN                    | KiRaRe | [ 28 ] |
| Re:ステージ! ワンマンLIVE!! ～Chain of Dream～                                      | テトラルキア                                                                        | 2021年4月18日  | TACHIKAWA STAGE GARDEN                    | テトラルキア | [ 28 ] |
| Re:ステージ! ワンマンLIVE!! ～Chain of Dream～                                      | トロワアンジュ                                                                      | 2021年4月18日  | TACHIKAWA STAGE GARDEN                    | トロワアンジュ | [ 28 ] |
| Re:ステージ! ワンマンLIVE!! ～Chain of Dream～                                      | ステラマリス                                                                        | 2021年4月18日  | TACHIKAWA STAGE GARDEN                    | ステラマリス | [ 28 ] |
| Re:ステージ! ライブイベント 稀星学園文化祭                                          | Re:ステージ! 稀星学園”高尾校”文化祭 ～LIVE STAGE～                                  | 2022年6月5日   | ヒューリックホール東京                    | KiRaRe、テトラルキア、ステラマリス（田中あいみのみ） | [ 29 ] |
| Re:ステージ! ライブイベント 稀星学園文化祭                                          | Re:ステージ! 稀星学園”本校”文化祭 ～LIVE STAGE～                                    | 2022年6月19日  | KOTORIホール（昭島市民会館）              | ステラマリス、トロワアンジュ、KiRaRe（岩橋由佳のみ）、テトラルキア（山田奈都美のみ）、オルタンシア（嶺内ともみのみ） | [ 30 ] |
| PRISM☆LIVE!! 4th STAGE ～Reboot～                                                   | PRISM☆LIVE!! 4th STAGE ～Reboot～                                                   | 2022年12月4日  | 川口総合文化センター・リリア メインホール | KiRaRe、オルタンシア、ステラマリス、トロワアンジュ、テトラルキア | [ 31 ] |
| Re:ステージ! Rock'n'Roll PARTY!! ～Re:SHOUT!!～                                     | Re:ステージ! Rock'n'Roll PARTY!! ～Re:SHOUT!!～                                     | 2023年6月10日  | YOKOHAMA Bay Hall                         | テトラルキア、牧野天音（式宮舞菜役）、岩橋由佳（本城香澄役）、長妻樹里（緋村那岐咲役）、赤尾ひかる（星咲あかり役） | [ 32 ] |
| Re:ステージ! Aster Reve 1st EVENT ～Chain of FlowerS～                              | Re:ステージ! Aster Reve 1st EVENT ～Chain of FlowerS～                              | 2024年1月21日  | 渋谷ストリームホール                      | アスタレーヴ、立花芽恵夢（柊かえ役）、岩橋由佳（本城香澄役） | [ 33 ] |
| Re:ステージ! Unveiling PARTY!! ～Trium Tone×Archouchou～                            | Re:ステージ! Unveiling PARTY!! ～Trium Tone×Archouchou～                            | 2024年3月31日  | FOSTERホール（昭島市民会館）              | トライアムトーン、アルシュシュ、牧野天音（式宮舞菜役）、日岡なつみ（白鳥天葉役） | [ 34 ] |
| Re:ステージ！ PRISM☆FESTIVAL!! vol.1 -Resistance-                                   | Re:ステージ！ PRISM☆FESTIVAL!! vol.1 -Resistance-                                   | 2024年6月15日  | 森のホール21（松戸市文化会館）            | KiRaRe（牧野天音、鬼頭明里、岩橋由佳、空見ゆきのみ）、トロワアンジュ、テトラルキア（山田奈都美、佐藤実季、高柳知葉のみ）、アスタレーヴ、トライアムトーン、アルシュシュ、長縄まりあ（珠洲島有栖役）、八巻アンナ（皇城セツナ役） | [ 35 ] |
| Re:ステージ! ジョイントLIVE!! -Mémoire-                                             | Re:ステージ! ジョイントLIVE!! -Mémoire-                                             | 2024年9月22日  | 品川インターシティホール                  | トロワアンジュ、アルシュシュ | [ 36 ] |
| Re:ステージ！ジョイントLIVE!!-Rock’n’Roll PARTY!!Ⅱ-                                 | Re:ステージ！ジョイントLIVE!!-Rock’n’Roll PARTY!!Ⅱ-                                 | 2025年1月19日  | 1000CLUB                                  | テトラルキア、トライアムムーン |        |
| Re:ステージ！ジョイントLIVE!! -Unending PARTY!!-                                    | Re:ステージ！ジョイントLIVE!! -Unending PARTY!!-                                    | 2025年5月17日  | FOSTERホール（昭島市民会館）              | トライアムムーン、アルシュシュ |        |

備考
PRISM☆LIVE!! ～2ndSTAGE～ Ready for Dream
作品のアニメ化を発表した（#テレビアニメ）。また、ライブ映像が販売されている。詳細はこちらを参照。
1stTOUR -INTERSECT- ＠新宿ReNY
オルタンシアの花守ゆみり（伊津村陽花 役）がスケジュールの都合上出演しなかったため、小澤亜李（伊津村紫 役）のみ出演した。
PRISM☆LIVE! 3rd STAGE ～Reflection～
オルタンシアの花守ゆみり（伊津村陽花 役）はこのライブを最後に降板した。また、ライブ映像が販売されている。詳細はこちらを参照。
ワンマンLIVE!! ～Chain of Dream～
コロナ禍の影響で1年延期された公演。オルタンシアの嶺内ともみ（伊津村陽花 役）はこのライブが初ステージとなる。また、ライブ映像が販売されている。詳細はこちらを参照。
稀星学園文化祭
それぞれ最初の2ユニット以外はシークレットゲスト。オルタンシアの小澤亜李（伊津村紫 役）はスケジュールの都合上出演しなかった。このライブから主催がワンマンLIVE!!までのポニーキャニオンからhotarubiになった。
PRISM☆LIVE!! 4th STAGE ～Reboot～
オルタンシアの嶺内ともみ（伊津村陽花 役）はこのライブを最後に降板した。また、ライブ映像が発売されている。

### その他出演
| 年     | タイトル                  | 公演日   | 出演者                                                                 | 出典   |
| ------ | ------------------------- | -------- | ---------------------------------------------------------------------- | ------ |
| 2016年 | AnimeJapan 2016           | 3月27日  | KiRaRe（牧野天音、鬼頭明里、田澤茉純、立花芽恵夢、空見ゆき、岩橋由佳） | [ 37 ] |
| 2016年 | マジ音フェス              | 5月28日  | KiRaRe                                                                 | [ 38 ] |
| 2017年 | P's LIVE! 05              | 11月26日 | KiRaRe                                                                 | [ 39 ] |
| 2018年 | AnimeJapan 2018           | 3月25日  | KiRaRe                                                                 | [ 40 ] |
| 2018年 | 東京国際映画祭 TIFFプラス | 10月28日 | KiRaRe                                                                 | [ 41 ] |
| 2019年 | AnimeJapan 2019           | 3月23日  | KiRaRe                                                                 | [ 42 ] |
| 2019年 | アニソン!プレミアム!      | 10月6日  | KiRaRe                                                                 | [ 43 ] |
| 2020年 | Re裏:ステージ!            | 2月24日  | 椿本康雄、伊藤翼                                                       | [ 44 ] |

## ゲーム
『Re:ステージ！プリズムステップ』は、hotarubiが開発・運営しているスマートフォン（Android・iOS）向けに配信されている音楽ゲームアプリ。ジャンルは、音楽ゲームにパズルの要素を追加した新ジャンル「思考型リズムアクション」としている。通称はリステップ。
当初、Android版とiOS版は同時にリリース予定だったが、Android版は2017年7月31日、iOS版は同年8月5日にリリースされた。
2019年にRe:ステージ! ドリームデイズ♪が放送された際には、アニメに関連したKiRaReの限定キャラクターのほかソロのキャラソングを期間限定でプレイ可能にするなどのキャンペーンを行った。

### ストーリー
ストーリーはフルボイス進行する。
ストーリー機能の1つである「メインストーリー」では原作2巻終了後（プリズムステージ東京予選終了後）から始まっており、一部の内容は原作3巻と連動している。メインストーリーを開放することで、ゲーム内のプレイ可能な楽曲が解法される仕組み。また、「Re:ステージ！」では原作1巻から2巻までを読むことができる。
この他に、特定のキャラクターを開放したときに読むことができる「キャラストーリー」、イベント参加で読むことができる「イベントストーリー」が存在する。

### ライブ
一般的な音楽ゲームと同様で、デフォルメされた2Dのアイドルキャラクターを背景にゲームをプレイすることができる。自分で用意する「ユニット」6人と、「フレンド」から1人の計7人のキャラクターを用いてライブが進行する。特筆すべき点は、「ノーツ」と「キャラクター」にそれぞれ着色されており、その色を合わせタップなどするゲームとなっている点。
色を合わせる行為がパズルで思考型リズムアクションといわれる由縁である。
プレイすることができる楽曲は、すでにシングル・アルバム化されている「Re：ステージ！」の楽曲。但し、全てショートバージョンのみで、フルコーラスのロングバージョンは存在していない。またシングル化に追随するようにゲーム側にも曲が追加されている。利用できる楽曲は楽曲一覧を参照。
曲の難易度は「EASY」、「NORMAL」、「HARD」、「EXPERT」のほかに、楽曲Lvが星の数で表示されている。すべての難易度を最初から利用することは不可能。ただし、「EASY」、「NORMAL」、「HARD」は最初からプレイできる。「EXPERT」はハイスコアチャレンジで先行公開され、その後実装される。その為すべての難易度が各楽曲で実装されているわけではない。
配信当初はスタミナ制(AP制)であったが、アップデートにより廃止された。
2020年にはアニメもしくはライブの実写映像が流れるMVモードが実装された。

### イベント
ポイントランキング
毎月中旬から下旬にかけて1週間かけて開催されるイベント。通称は「あらそい」。
イベント期間中に対象楽曲をプレイすると、ポイントがたまる。貯まったポイントによってランキングが決まる。ただし2024年のポイントランキングからはランキングが廃止され、ポイントのみとなった。
2021年11月末から2023年12月まで、ポイントランキングのない週には過去のイベントが実施されるようになった。こちらの復刻イベントではランキングは実施されず、ポイント報酬のみが獲得できる。
以前には、復刻イベントと類似するポイント報酬のみのイベントとして、まったりOn:STAGE!!（不定期開催、イベントストーリー無し）とStage of Star（2018年から2021年のエイプリルフールイベント）が存在した。
ハイスコアチャレンジ
金曜日から翌月曜日まで不定期的に行われるイベント。
このイベントでは、ユニット7人がゲーム側で固定されているためユーザーの技能によってスコアが決まる。また、通常のスコアシステムに加え、ノーツをタップするタイミングを1ミリ秒で記録して誤差が低いほど加点が増える。これらの合計スコアによってランキングが決まる。TVアニメが始まってからはアニメで登場した新曲が対象になることが増えた。
耐久メドレーチャレンジ
金曜日から翌月曜日まで不定期的に行われるイベント。
ハイスコアチャレンジと異なり、楽曲がメドレー形式となっている。
プリズムダービー
金曜日から翌月曜日まで不定期的に行われるイベント。
通常のライブとは全く異なるゲームで、陸上のトラックを模したデザインとなっており、その上を3Dのデフォルメキャラクターが走るのを後ろから見ながらプレイする。
ノーツは左右1つずつで、スマートフォンの画面全体のうち、左右どちらかをタッチすれば良い。
最大4人までのネットワーク対戦方式となっており、プレイヤーごとの難易度の混在は可能。
フルコンボチャレンジ
月曜日から翌日曜日までの1週間不定期的に行われるイベント。主にハイスコアチャレンジの終わった週に行われる。
特定のゲームの難易度をミスせずに成功することで報酬がもらえるイベント。年に数回「スーパーフルコンボチャレンジ」と言うのも行われる。
投票イベント、連動イベント
「課題曲投票戦」、ライブ（声優）に関連する「みんなで投票!」などが行われるイベント。
第1回課題曲投票戦！
2016年2月から同年3月20日まで行われた投票イベント。ストーリで登場する「プリズムステージ予選大会」で歌う楽曲をユーザーの投票によって決める。投票先は『さくらいろ MY チャイム』（式宮舞菜＆月坂紗由）、『どりーみぃ☆スター』（市杵島瑞葉＆長谷川みい）、『君に贈るAngel yell』（柊かえ＆本城香澄）。
投票の結果『君に贈るAngel yell』が選ばれ、KiRaReの2ndシングル『リメンバーズ!』に収録された。
第2回課題曲投票戦！
2016年6月15日から7月15日まで行われた投票イベント。投票先は『夏の約束』（式宮舞菜＆月坂紗由＆柊かえ）、『エンドレスサマー・ホームワークス』（市杵島瑞葉＆本城香澄＆長谷川みい）。下級生組と上級生組に分かれている。
投票の結果『夏の約束』が選ばれ、KiRaReの3rdシングル『憧れFuture Sign』に収録された。
みんなで投票!-2ndライブの1曲目を決めよう-（2nd）、みんなで投票!-ぼくがかんがえたさいきょうの6人-（2nd）
2018年7月1日に行われた「PRISM☆LIVE!!～2ndSTAGE～Ready for Dream」に連動した投票イベント。
投票の結果、式宮碧音、一条瑠香、岬珊瑚、白鳥天葉、帆風奏、緋村那岐咲が選ばれ、当日のイベント中に『君に贈るAngel Yell』を披露した。
みんなで投票!-ぼくがかんがえたさいきょうの6人-（3rd）
2019年11月17日に行われた「PRISM☆LIVE!3rd STAGE～Reflection～」に連動した投票イベント。
投票の結果、式宮舞菜、月坂紗由、柊かえ、伊津村紫、岬珊瑚、西館ハクが選ばれ、当日のイベント中に『WINTER JEWELS』を披露した。
第1回 牧野天音杯
2019年11月11日から同月18日まで行われたイベント。「PRISM☆LIVE!3rd STAGE～Reflection～」の連動イベント。
牧野天音（式宮舞菜 役）が『Don't think,スマイル!!』の難易度「HARD」をプレイした際に残した記録と競う。ユーザーは「ハイスコアチャレンジ」のスコアシステムでプレイすることができた。記録を超えた場合、ゲーム内で利用できる称号「牧野超え（2019）」と、当日トレーディングカード1枚と交換することができた。
第2回 牧野天音杯
2021年3月12日から同月15日まで行われたイベント。
牧野天音（式宮舞菜 役）が『キラメキFuture』の難易度「HARD」をプレイした際に残した記録と競う。ユーザーは「ハイスコアチャレンジ」のスコアシステムでプレイすることができた。記録を超えた場合、ゲーム内で利用できる称号「牧野超え（2021）」を獲得できた。
第1回 天の声杯
2021年4月9日から同月12日まで行われたイベント。
牧野天音（式宮舞菜 役）および天の声こと椿本康雄が『憧れFuture Sign』の難易度「NORMAL」をプレイ（牧野はグレースケールでプレイ）した際に残した記録と競う。ユーザーは「ハイスコアチャレンジ」のスコアシステムでプレイすることができた。記録を超えた場合、ゲーム内で利用できる称号「天の声超え？（2021）」「天の声超え（2021）」を獲得できた。
第1回 牧野天音メドレー杯
2021年7月2日から同月5日まで行われたイベント。
日岡なつみ（白鳥天音 役）が『「第1回 牧野天音メドレー杯」メドレー』の難易度「EASY」をプレイした際に残した記録と競う。ユーザーは「耐久メドレーチャレンジ」のスコアシステムでプレイすることができた。記録を超えた場合、ゲーム内で利用できる称号「日岡超え（2021）」を獲得できた。
みんなで投票!-新曲を歌う3人を決めよう-（第1回、第2回）
第1回は2021年8月2日から8月9日、第2回は9月6日から9月13日まで行われた投票イベント。リステップのリリース"だいたい"4周年を記念して行われた投票の結果、第1回では本城香澄、一条瑠夏、坂東美久龍、第2回では式宮舞菜、月坂紗由、岬珊瑚が選ばれ、それぞれ新曲『Sin City』『ちぐはぐメロディ』が配信された。
みんなで投票!-4thライブのミニコーナーで歌う2人を決めよう!
2022年12月4日に行われる「PRISM☆LIVE!! 4th STAGE ～Reboot～」に連動して、10月10日から17日まで行われた投票イベント。投票の結果、伊津村陽花×城北玄刃、式宮舞菜×岬珊瑚が選ばれ、当日のイベントの昼の部に『ミライKeyノート』、夜の部に『恋はフュージョン』を披露した。

### その他要素

#### 支払いシステム
アイテム課金型。内部通貨である「ジュエル」は購入したり、ログインのほか課題をクリアするなどしたりすることで入手できる。ただし、購入のみで入手できる「有償ジュエル」とそれ以外で入手できる「無償ジュエル」が存在している。

#### ガチャ
「ジュエル」を消費することで、ゲーム内で使用できるキャラクターやアクセサリーを手に入れることができる。ただし、「チケット」枠と「フレンドポイント」を利用する「無料」枠も存在しており、それぞれゲーム内で条件を満たせば利用することができる。

#### フレンド
ユーザーが他のユーザーをフォローしたり、逆にフォローされたりすることができる。フォローした状態のユーザーは「ライブ」のフレンド枠を選択する際に優先的に表示される。

#### 譜面メーカー
ユーザーが譜面を作成して、共有したり、プレイしたりできるようにする仕組み。作成された譜面は、楽曲、譜面固有のID、ユーザーIDなどから検索することができる。
公開できる譜面は50曲。公開する際にはアイテムを使用する必要がある。

### プロモーション
【Re:ステージ！プリズムステップ】TVCMスペシャルバージョン
このCMではカフェらしき場所で、タンバリンを用いた芸を行うゴンゾー、ゲームを行う女性とその友達と思われる女性、男女の組が登場する。
女性がKiRaReの楽曲『ハッピータイフーン』をリステップでプレイしながら、友達と思われる女性に話しかけられ、ゲームの紹介を行うところ始まる。しかし、その台詞に感情等がこもっておらずそれ以降の会話は続かない。その会話の最中もゴンゾーは、『ハッピータイフーン』に合わせてタンバリンを演奏し続ける。その後のカメラワークは女性の組とゴンゾーを映す引き、ゲームの手元をアップ、ゴンゾーにアップを繰り返し、ゲームの説明は台詞ではなく下部の字幕で行われる。終始、難解な空間でゲームをプレイする女性と、演奏するゴンゾーがいるCMである。
Youtubeで公開されているバージョンは2分間でスペシャルとなっている。地上波で放送された約40秒バージョンでは、プロデューサーの椿本康雄らしき人物が後ろ姿で映るシーンが冒頭に追加されている。

### コラボレーション
主にキャラクターの獲得および楽曲のプレイができるメインのキャンペーンについて記載する。メインのキャンペーン開始前にログインボーナスキャンペーンが行われるほか、コラボアイテムの専用交換所やコラボ専用チケットがある場合はチケットガチャもメインのキャンペーン終了の1週間後まで開かれている。その他、サイン入りグッズなどのプレゼントキャンペーンも行われることがある。いずれも楽曲のプレイはメインのキャンペーン期間中のみだが、獲得したキャラクターの使用および、解放したストーリーの閲覧はその後も可能。
ゆるゆり
ログインボーナスキャンペーンが2017年11月27日から計7日間、メインのキャンペーンが1月5日から1月31日に実施。コラボに伴う記念のキャンペーンとして、キャラクターは赤座あかり（声 - 三上枝織）、歳納京子（声 - 大坪由佳）、船見結衣（声 - 津田美波）、吉川ちなつ（声 - 大久保瑠美）の4人が登場し、楽曲は「ゆりゆららららゆるゆり大事件」「マイペースでいきましょう」「いぇす!ゆゆゆ☆ゆるゆり♪♪」「100%ちゅ〜学生」の4曲がプレイできた。
らき☆すた
ログインボーナスキャンペーンが2018年4月13日から計7日間、メインのキャンペーンが6月18日から7月17日に実施。コラボに伴う記念のキャンペーンとして、キャラクターは泉こなた（声 - 平野綾）、柊つかさ（声 - 福原香織）、柊かがみ（声 - 加藤英美理）、高良みゆき（声 - 遠藤綾）の4人が登場し、楽曲は「もってけ!セーラーふく」「かえして!ニーソックス」の2曲がプレイできた。
オンゲキ
4回目のコラボを除き、リステップとオンゲキの双方でキャンペーンが行われた。リステップ側と異なり、オンゲキ側では楽曲は常設となる。
オンゲキ SUMMER PLUS
リステップ側ではログインボーナスキャンペーンが2020年5月18日から5月24日、メインのキャンペーンが5月25日から6月29日に実施。コラボに伴う記念のキャンペーンとして、キャラクターはASTERISMの星咲あかり（声 - 赤尾ひかる）、藤沢柚子（声 - 久保田梨沙）、三角葵（声 - 春野杏）および、マーチングポケッツの柏木美亜（声 - 和氣あず未）、日向千夏（声 - 岡咲美保）、東雲つむぎ（声 - 和泉風花）の計6人が登場し、楽曲は「Splash Dance!!」「STARTLINER」「Starring Stars」「Let's Starry Party!」「Y.Y.Y.計画!!!!」の5曲がプレイできた。
オンゲキ側では2020年6月25日から7月22日に実施。コラボに伴う記念のキャンペーンとして、キャラクターはKiRaRe、オルタンシア、ステラマリスの計11人が登場し、楽曲は「ハッピータイフーン」「Purple Rays」「Stage of Star」の3曲がプレイできるようになった。
オンゲキ R.E.D.
リステップ側ではログインボーナスキャンペーンが2021年1月18日から1月24日、メインのキャンペーンが1月25日から3月1日に実施。コラボに伴う記念のキャンペーンとして、キャラクターは前回の6人に加え、⊿TRiEDGEの高瀬梨緒（声 - 久保ユリカ）、藍原椿（声 - 橋本ちなみ）、結城莉玖（声 - 朝日奈丸佳）および、R.B.P.の逢坂茜（声 - 大空直美）、珠洲島有栖（声 - 長縄まりあ）、九條楓（声 - 佳村はるか）の計6人が新たに登場し、楽曲は前回の5曲に加え、「ポケットからぬりつぶせ！」「本能的Survivor」「No Limit RED Force」の3曲が新たにプレイできたうえ、「Splash Dance!!」「STARTLINER」「本能的Survivor」「No Limit RED Force」の4曲がMVモード対象となった。
オンゲキ側では2021年1月28日から2月24日に実施。コラボに伴う記念のキャンペーンとして、キャラクターは前回の11人に加え、トロワアンジュ、テトラルキアの計7人が新たに登場し、楽曲は前回の3曲に加え、「STORIA」「カナリア」の2曲が新たにプレイできるようになった。
オンゲキ bright
リステップ側ではログインボーナスキャンペーンが2022年1月24日から1月30日、メインのキャンペーンが1月31日から3月27日に実施。コラボに伴う記念のキャンペーンとして、キャラクターは前回までの12人に加え、bitter flavorの早乙女彩華（声 - 中島唯）、桜井春菜（声 - 近藤玲奈）、7EVENDAYS⇔HOLIDAYSの柏木咲姫（声 - 石見舞菜香）、井之原小星（声 - もものはるな）および、刹那の皇城セツナ（声 - 八巻アンナ）の計5人が新たに登場し、楽曲は前回までの8曲に加え、「Transcend Lights」「give it up to you」「最っ高のエンタメだ!!」「GODLINESS」の4曲が新たにプレイできたうえ、前回までの4曲に加えて「Transcend Lights」の1曲が新たにMVモード対象となった。
オンゲキ側では2022年2月17日から3月30日に実施。コラボに伴う記念のキャンペーンとして、キャラクターは前回までの18人が登場し、楽曲は前回までの5曲に加え、「私たち、四季を遊ぶんです!!」「Like the sun, Like the Moon」「せーので跳べって言ってんの!」の3曲が新たにプレイできるようになった。
オンゲキ bright MEMORY
オンゲキ4周年記念としてリステップ側でのみ実施。ログインボーナスキャンペーンが2022年7月22日から7月24日、メインのキャンペーンが7月25日から8月29日に実施。コラボに伴う記念のキャンペーンとして、キャラクターは前回までの17人が登場し、楽曲は前回までの12曲がプレイできたうえ、前回までの5曲がMVモード対象となっていた。新規カードやポイントランキングが無いためストーリーの追加はない。
その後、2023年2月27日～3月27日、及び2024年6月24日～8月4日にもコラボが開催された。
まちカドまぞく
まちカドまぞく（テレビアニメ第1期）
ログインボーナスキャンペーンが2020年7月24日から7月26日、メインのキャンペーンが7月27日から8月31日に実施。コラボに伴う記念のキャンペーンとして、キャラクターは吉田優子（声 - 小原好美）、千代田桃（声 - 鬼頭明里）、リリス（声 - 高橋未奈美）、陽夏木ミカン（声 - 高柳知葉）の4人が登場し、楽曲は「町かどタンジェント」「よいまちカンターレ」の2曲がプレイできたうえ、どちらもMVモード対象となった。ストーリーのシナリオは原作者の伊藤いづもが監修している。
まちカドまぞく 2丁目
ログインボーナスキャンペーンが2022年8月26日から8月28日、メインのキャンペーンが8月29日から10月3日に実施。コラボに伴う記念のキャンペーンとして、キャラクターは前回までの4人が登場し、楽曲は前回の2曲に加え、「ときめきランデヴー」「宵加減テトラゴン」の2曲が新たにプレイできるうえ、いずれもMVモード対象となった。今回の新規シナリオも原作者の伊藤いづもが監修している。
バトルアスリーテス大運動会 ReSTART!
ログインボーナスキャンペーンが2021年4月19日から4月25日、メインのキャンペーンが4月26日から5月31日に実施。コラボに伴う記念のキャンペーンとして、キャラクターは明星かなた（声 - 諸星すみれ）、エヴァ（声 - 石川由依）、シェリイ（声 - 富田美憂）、リディア（声 - 鬼頭明里）の4人が登場し、楽曲は「コバルトの鼓動」（歌 - 諏訪ななか）「桜舞い散る夜に」（歌 - 近藤玲奈）の2曲がプレイできたうえ、どちらもMVモード対象となった。放送中のアニメとコラボするのはこれが初である。
おちこぼれフルーツタルト
ログインボーナスキャンペーンが2021年7月19日から7月25日、メインのキャンペーンが7月26日から8月30日に実施。コラボに伴う記念のキャンペーンとして、キャラクターは桜衣乃（声 - 新田ひより）、関野ロコ（声 - 久保田梨沙）、貫井はゆ（声 - 白石晴香）、前原仁菜（声 - 近藤玲奈）、緑へも（声 - 守屋亨香）の5人が登場し、楽曲は「キボウだらけのEVERYDAY」「ワンダー!」の2曲がプレイできたうえ、どちらもMVモード対象となった。

## Web番組
生放送とウェブラジオの2形態で行っている。2015年11月からニコニコ生放送で定期的に生放送を実施。2017年11月以降はYouTube Liveに活動を映して継続中。2019年6月以降はLINE LIVEでも放送開始。ラジオに関しては音泉でも配信。おおよそ1年周期で、タイトル名を変更し、新番組として再スタートする。

### Re:ステージ！ 〜○○のれんしゅう〜
KiRaReの牧野天音（式宮舞菜 役）、鬼頭明里（月坂紗由 役）、田澤茉純（市杵島瑞葉役）、空見ゆき（長谷川みい 役）、立花芽恵夢（柊かえ 役）、岩橋由佳（本城香澄 役）から毎回3人が選抜メンバーとしてパーソナリティを務めた。
『Re:ステージ！ 〜ニコ生のれんしゅう〜』のタイトル名で、2015年11月11日から2016年10月12日までニコニコ生放送にて配信された。毎月コンプティークの発売の翌水曜日に配信された。
『Re:ステージ! 〜ラジオのれんしゅう〜』のタイトル名で、上記の番組の2週間後の水曜日に音泉にて2015年11月25日から2016年9月28日まで配信された。
ラジオの第1回～第6回を収録したラジオCDの販売も行われた。

### Re:ステージ！ キラリン☆○○
KiRaReから毎回3人が選抜メンバーとしてパーソナリティを務めた。
『Re:ステージ！ キラリン☆ニコ生』のタイトル名で、2016年11月16日から2017年10月11日までニコニコ生放送にて配信された。
『Re:ステージ! キラリン☆らじお』のタイトル名で、ニコニコ生放送にて上記の番組の2週間後の水曜日に2016年11月30日から2017年10月25日まで配信され、音泉では翌週水曜日に配信された。

### Re:STAGE! ch〜リメンバーズ○○〜
KiRaReから毎回3人が選抜メンバーとしてパーソナリティを務めた。
『Re:STAGE! ch〜リメンバーズTV〜』のタイトル名で、2017年11月16日から2018年10月11日までYouTube Liveにて配信された。
『Re:STAGE! ch.〜リメンバーズRADIO〜』のタイトル名で、上記の番組の2週間後の水曜日に2017年11月29日から2018年10月24日までYouTube Liveにて配信され、音泉では翌週水曜日に配信された。

### Re:STAGE! PARTY!!~○○ side～
『Re:STAGE! PARTY!!~○○ side～』は『Re:STAGE! ch〜リメンバーズ○○〜』の後継番組である。今シリーズでは、KiRaReからだけではなく「Re:ステージ！」の全ユニットから3人が回変わりのパーソナリティを務めた。
『Re:STAGE! PARTY!!～TV side～』のタイトル名で、2018年11月14日から2019年04月14日までYouTube Liveにて配信された。全6回。
『Re:STAGE！PARTY!!～RADIO side～』のタイトル名で、上記の番組の2週間後の水曜日に2018年11月28日から2019年04月21日までYouTube Liveにて配信された。音泉では翌週水曜日に配信された。全6回。

#### 放送時間
テレビ、ラジオともに月1で放送する。
- テレビ
第2水曜日 21:00 - 22:00 頃まで
- ラジオ
第4水曜日 21:00 - 22:00 頃まで、音泉は翌週水曜日

#### パーソナリティ
パーソナリティはRe:ステージ！の全ユニットから3人が回ごとに選抜された。
| パーソナリティ（役）                  | テレビ  | ラジオ  |
| ------------------------------------- | ------- | ------- |
| 牧野天音（KiRaRe 式宮舞菜）           | 第3,4回 | 第5回   |
| 鬼頭明里（KiRaRe 月坂紗由）           |         | 第2,4回 |
| 田澤茉純（KiRaRe 市杵島瑞葉）         | 第1,2回 | 第3回   |
| 立花芽恵夢（KiRaRe 柊かえ）           | 第1,2回 | 第3回   |
| 岩橋由佳（KiRaRe 本城香澄）           | 第2,5回 | 第1回   |
| 空見ゆき（KiRaRe 長谷川みい）         | 第1,3回 | 第3回   |
| 小澤亜李(オルタンシア 伊津村紫）      | 第4回   | 第2,6回 |
| 花守ゆみり（オルタンシア 伊津村陽花） |         | 第4回   |
| 高橋未奈美（ステラマリス 式宮碧音）   |         | 第3回   |
| 諏訪彩花（ステラマリス 一条瑠夏）     | 第3,6回 |         |
| 田中あいみ（ステラマリス 岬 珊瑚）    |         | 第1回   |
| 日岡なつみ（トロワアンジュ 白鳥天音） | 第2回   | 第6回   |
| 阿部里果（トロワアンジュ 帆風奏）     | 第4回   |         |
| 長妻樹里（トロワアンジュ 緋村那岐咲） |         | 第2,6回 |
| 山田奈都美（テトラルキア 坂東美久龍） | 第6回   | 第5回   |
| 佐藤実季（テトラルキア 西館ハク）     | 第5,6回 | 第6回   |
| 高柳知葉（テトラルキア 南風野朱莉）   |         | 第1回   |
| 西田望見（テトラルキア 城北玄刃）     | 第1回   |         |

### Re:ステージ！ ドリームデイズ♪生放送「KiRaRe ○○」
『Re:ステージ！ ドリームデイズ♪生放送「KiRaRe ○○」』は『Re:STAGE! PARTY!!~○○ side～』の後継番組である。前番組とは異なり、LINE LIVEでの放送も開始されている。
KiRaReから毎回3人が選抜メンバーとしてパーソナリティを務めた。今までは第1回から始まっていたが、この番組に関しては0からカウントされている。それに伴い、このセクションの最中に用いる第○回は0オリジンである。また、2019年12月2日放送のテレビ版の第7回をもって、テレビ版が通算50回目を迎えた。同様に12月19日のラジオ版をもって生放送番組が合算100回目を迎えた。
『Re:ステージ！ ドリームデイズ♪生放送「KiRaRe TV」』のタイトル名で、2019年05月12日から2019年12月2日までYouTube LiveとLINE LIVEにて配信された。全8回。
『Re:ステージ！ ドリームデイズ♪生放送「KiRaRe Radio」』のタイトル名で、YouTube Liveにて2019年05月26日から2019年12月19日まで配信されていた。音泉では翌週水曜日に配信された。全8回。

#### 放送時間
テレビ、ラジオともに月1回の放送。
- テレビ（アニメ終了後）
  - 第1日曜日（月の上旬）21:00から22:00頃まで
- ラジオ
  - おおよそ第4木曜日 21:00から22:00頃まで、音泉は翌週水曜日

#### パーソナリティ
スペシャル回（テレビ第2回）を除きKiRaReから毎回3人が選抜メンバーとしてパーソナリティを務める。
| パーソナリティ（役）          | テレビ      | ラジオ      |
| ----------------------------- | ----------- | ----------- |
| 牧野天音（KiRaRe 式宮舞菜）   | 第0-7回     | 第0-7回     |
| 鬼頭明里（KiRaRe 月坂紗由）   | 第2,7回     | 第5回       |
| 田澤茉純（KiRaRe 市杵島瑞葉） | 第0,2-5,7回 | 第0,4,6回   |
| 立花芽恵夢（KiRaRe 柊かえ）   | 第0,2-4回   | 第1,5,7回   |
| 岩橋由佳（KiRaRe 本城香澄）   | 第1,2,5,6回 | 第1-3,6回   |
| 空見ゆき（KiRaRe 長谷川みい） | 第2,6回     | 第0,2-4,7回 |

#### コーナー
テレビ
Re:ステージ！ ドリームデイズ トーク!!!
#テレビアニメが放送されるにあたってアニメの事前情報、アニメの事後感想を話すコーナー。アニメ終了後、3rdライブ終了後はライブの感想が話された。
プリズムステップデイズ♪
『Re:ステージ！プリズムステップ』をプレイするコーナー。キャストがフルコンボを成功させるとゲーム内で利用できるチケットが配布される。
似たコーナーは過去に『プリズムステップch.（リメンバーズTV）』、『プリズムステップパーティ!!（Re:STAGE! PARTY!!）』でも行われた。
謡舞踊部チャレンジデイズ♪
ゲーム（言葉遊びの「しりとり」、パーティーゲームの「黒ひげ危機一髪」など）をするコーナー。
似たコーナーは過去に『Re:トップアイドルへの道（リメンバーズTV）』、『I'ts PARTY TIME!!（Re:STAGE! PARTY!!）』でも行われた。
エンジョイゲーム
罰ゲームを行うコーナー。だれが罰ゲームを行うかはYouTube LiveとLINE LIVEのユーザーのコメントで決定される。
2019年06月02日（第1回）開始。

ラジオ
ドリームデイズドリーム♪
リスナーから叶えたい夢を募集し、夢を実現する方法を見つけるコーナー。
謡舞踊部レッスンデイズ♪
リスナーからパーソナリティがアイドルになるために課題を募集するコーナー。またパーソナリティがそれを実演する。
KiRaRe診断デイズ♪
リスナーの特徴からKiRaReの誰に似ているかを判断するコーナー。
テーマメール
毎月変わるテーマに沿ったメッセージを募集するコーナー。

### Re:ステージ！ Chain Of ○○
『Re:ステージ！ Chain Of ○○』は『Re:ステージ！ ドリームデイズ♪生放送「KiRaRe ○○」』の後継番組である。2020年4月から行われる予定であったワンマンライブ（2021年4月に行われた）に合わせてリニューアルされた。
配信#1～#6ではRe:ステージ!の各ユニットが月替わりでパーソナリティを務めた（#1と#6はKiRaReから3人ずつ）が、KiRaRe以外がメインキャストを務めるのは初めての試みであった。タイトルのChainは繋げるを意識してつけられた。
『Chain of Radio』は#6で終了し、『Chain of TV』#7以降はユニットに関係なく3人ずつ出演した。ラジオ番組はそれまで4年以上ほぼ毎月配信されており、配信されなくなってから期間が空くのは初めてである。
『Chain of TV』のタイトル名で、2020年1月8日から2021年6月17日までYouTube LiveとLINE LIVEにて配信された。全16回。
『Chain of Radio』のタイトル名で、2020年1月20日から2020年08月19日までYouTube Liveと音泉にて配信された。音泉では翌週水曜日に配信された。全6回。

#### 放送時間
テレビ、ラジオともに月1で放送された。
- テレビ
21:00 - 22:00（22:00 - 23:00）頃まで
- ラジオ
月の下旬 21:00 - 22:00 頃まで、音泉は翌週水曜日

#### パーソナリティ
月ごとに代わる各ユニットから、それぞれ2～4人が選抜メンバーとしてパーソナリティを務めた。
| #  | ユニット       | テレビ                                   | ラジオ                                   |
| -- | -------------- | ---------------------------------------- | ---------------------------------------- |
| 1  | KiRaRe         | 牧野天音、鬼頭明里、空見ゆき             | 田澤茉純、岩橋由佳、立花芽恵夢           |
| 2  | ステラマリス   | 高橋未奈美、諏訪彩花、田中あいみ         | 高橋未奈美、諏訪彩花、田中あいみ         |
| 3  | トロワアンジュ | 日岡なつみ、阿部里果、長妻樹里           | 日岡なつみ、阿部里果、長妻樹里           |
| 4  | オルタンシア   | 小澤亜李、嶺内ともみ                     | 小澤亜李、嶺内ともみ                     |
| 5  | テトラルキア   | 山田奈都美、佐藤実季、高柳知葉、西田望見 | 山田奈都美、佐藤実季、高柳知葉、西田望見 |
| 6  | KiRaRe         | 田澤茉純、立花芽恵夢、岩橋由佳           | 牧野天音、鬼頭明里、空見ゆき             |
| 7  |                | 牧野天音、田中あいみ、日岡なつみ         |                                          |
| 8  |                | 岩橋由佳、諏訪彩花、西田望見             |                                          |
| 9  |                | 田澤茉純、小澤亜李、山田奈都美           |                                          |
| 10 |                | 立花芽恵夢、嶺内ともみ、阿部里果         |                                          |
| 11 |                | 諏訪彩花、長妻樹里、佐藤実季             |                                          |
| 12 |                | 空見ゆき、髙橋ミナミ、高柳知葉           |                                          |
| 13 |                | 鬼頭明里、日岡なつみ、山田奈都美         |                                          |
| 14 |                | 牧野天音、小澤亜李、髙橋ミナミ           |                                          |
| 15 |                | 岩橋由佳、田中あいみ、高柳知葉           |                                          |
| 16 |                | 田澤茉純、長妻樹里、西田望見             |                                          |

#### コーナー
テレビ
Chain of リステップ!!
『Re:ステージ！プリズムステップ』をプレイするコーナー。キャストがフルコンボを成功させるとゲーム内で利用できるチケットが配布される。
似たコーナーは過去にも行われた。

### 週刊リステップ
『週刊リステップ』は式宮舞菜役の牧野天音が『Re:ステージ!プリズムステップ』の面白さを色々な角度から紹介する番組である。リステップの攻略法や作品の裏エピソードなども公開された。
パーソナリティは牧野天音。「天の声」名義でプロデューサーの椿本康雄も声のみ（ゲスト回除く）で出演している。Re:ステージ!ワンマンLIVE!!～Chain of Dream～の前に収録された#30から#34までは「天の声」の代わりに「天の声2号」が出演した。
この番組の開始にあたってYouTubeに『Re:ステージ!プリズムステップ』の公式チャンネルが開設された。
『週刊リステップ』のタイトル名で、2020年10月7日から2021年10月20日までYouTubeにて配信され、公式チャンネルでアーカイブ配信された。全54回とおまけ1回。
1. 44と#45の間となる2021年7月26日には『特番リステップ #1 ～”だいたい”4周年記念～』（後述）がYouTubeにてライブ配信され、公式チャンネルでアーカイブ配信[131]された。

#### 配信時間
毎週水曜日に配信された。
- #1から#34まで
20:00 頃公式チャンネルで配信、約15～18分
- #35からおまけ（55回目）
20:00 - 20:18～39 頃までプレミア公開、公式チャンネルでアーカイブ配信

#### ゲスト
| ゲスト（役）                          | #          |
| ------------------------------------- | ---------- |
| 山田奈都美（テトラルキア 坂東美久龍） | #10-14     |
| 椿本康雄（プロデューサー）            | #18, 28    |
| 日岡なつみ（トロワアンジュ 白鳥天葉） | #35-38     |
| 鬼頭明里（KiRaRe 月坂紗由）           | #42-44     |
| 岩橋由佳（KiRaRe 本城香澄）           | #45-49     |
| 嶺内ともみ（オルタンシア 伊津村陽花） | #50-おまけ |

### リステップTV -○○-
『リステップTV -○○-』は、『週刊リステップ』のリニューアル番組である。#9と#10は期間が空いており、その前後で番組の形式が異なる。
#9までのMCは牧野天音。「天の声」名義でプロデューサーの椿本康雄も原則として声のみで出演した。#6では初の顔出し出演を行った。#10以降はユニットに関係なく2～3名が出演し、「天の声2号」も声のみ出演する。
#9までは毎月上旬頃にYouTubeにて生放送番組が配信され、その後公式チャンネルにてアーカイブ配信された。中下旬頃に、収録番組がプレミア公開で配信され、アーカイブ配信された。#10以降は中下旬頃にYouTubeにて毎月無料の生放送番組と、メンバーシップ限定ライブ配信が配信されている。
無料の生放送番組は、『リステップTV -生放送-』のタイトル名で、2021年11月4日からYouTubeにて配信され、公式チャンネルでアーカイブ配信される。
収録番組は、『リステップTV -増刊号-』のタイトル名で、2021年11月18日から2022年7月28日までYouTubeにて配信され、公式チャンネルでアーカイブ配信された。
メンバーシップ限定ライブ配信は、『リステップTV -増刊号-』のタイトル名で2023年12月21日からYouTubeにて配信され、公式チャンネルでアーカイブ配信される。

#### 配信時間
生放送、増刊号ともに月1回の配信。
- 生放送
#9までは月の上旬頃 21:00頃から22:02～22:17まで生配信され、公式チャンネルでアーカイブ配信
#10以降は月の中下旬頃 20:00頃から生配信され、公式チャンネルでアーカイブ配信
- 増刊号
#9までは月の中下旬頃 21:00頃から21:32～21:45までプレミア公開で配信され、公式チャンネルでアーカイブ配信
#10以降は月の中下旬頃 生放送の終了後に生配信され、公式チャンネルでアーカイブ配信

#### #9までのゲスト
ゲストは生放送及び増刊号の同一回で同じ。
| ゲスト（役）                          | #  |
| ------------------------------------- | -- |
| 高柳知葉（テトラルキア 南風野朱莉）   | #1 |
| 諏訪彩花（ステラマリス 一条瑠夏）     | #2 |
| 長縄まりあ（R.B.P. 珠洲島有栖）       | #3 |
| 田中あいみ（ステラマリス 岬珊瑚）     | #4 |
| 佐藤実季（テトラルキア 西館ハク）     | #5 |
| 長妻樹里（トロワアンジュ 緋村那岐咲） | #6 |
| 田澤茉純（KiRaRe 市杵島瑞葉）         | #7 |
| 空見ゆき（KiRaRe 長谷川みい）         | #8 |
| 日岡なつみ（トロワアンジュ 白鳥天葉） | #9 |

#### #10以降の出演者
出演者は生放送及び増刊号の同一回で同じ。
| 出演者（役） | #   |
| --- | --- |
| 和泉風花（トライアムトーン 旭日向）、齊藤未莉依（トライアムトーン 佐倉未雨）、小宮山あかり（トライアムトーン 中野りんか） | #10 |
| 吉武千颯（アルシュシュ 空野音々）、中林新夏（アルシュシュ 古海チエ）、平塚紗依（アルシュシュ 双葉詩穂）                   | #11 |
| 和泉風花（トライアムトーン 旭日向）、齊藤未莉依（トライアムトーン 佐倉未雨）、小宮山あかり（トライアムトーン 中野りんか） | #12 |
| 吉武千颯（アルシュシュ 空野音々）、中林新夏（アルシュシュ 古海チエ）、平塚紗依（アルシュシュ 双葉詩穂）                   | #13 |
| 諏訪彩花（ステラマリス 一条瑠夏）、齊藤未莉依（トライアムトーン 佐倉未雨）、中林新夏（アルシュシュ 古海チエ）             | #14 |
| 高柳知葉（テトラルキア 南風野朱莉）、小宮山あかり（トライアムトーン 中野りんか）、平塚紗依（アルシュシュ 双葉詩穂）       | #15 |
| 牧野天音（KiRaRe 式宮舞菜）、和泉風花（トライアムトーン 旭日向）、吉武千颯（アルシュシュ 空野音々）                       | #16 |
| 日岡なつみ（トロワアンジュ 白鳥天葉）、中林新夏（アルシュシュ 古海チエ）                                                  | #17 |
| 長妻樹里（トロワアンジュ 緋村那岐咲）、平塚紗依（アルシュシュ 双葉詩穂）                                                  | #18 |
| 山田奈都美（テトラルキア 坂東美久龍）、吉武千颯（アルシュシュ 空野音々）                                                  | #19 |
| 高柳知葉（テトラルキア 南風野朱莉）、齊藤未莉依（トライアムトーン 佐倉未雨）                                              | #20 |
| 佐藤実季（テトラルキア 西館ハク）、和泉風花（トライアムトーン 旭日向）                                                    | #21 |
| 西田望見（テトラルキア 城北玄刃）、小宮山あかり（トライアムトーン 中野りんか）                                            | #22 |

### 特番リステップ
『特番リステップ』は、不定期で放送される生放送番組である。
MCは牧野天音。「天の声」名義でプロデューサーの椿本康雄も声のみで出演している。特番#2では「天の声」の代わりに「天の声2号」が出演した。
配信日の21:00よりYouTubeにてライブ配信され、公式チャンネルでアーカイブ配信される。
| #             | 配信日         | タイトル                                       | ゲスト                                              | アーカイブ |
| ------------- | -------------- | ---------------------------------------------- | --------------------------------------------------- | ---------- |
| #1            | 2021年7月26日  | 特番リステップ #1 ～”だいたい”4周年記念～      | 髙橋ミナミ（ステラマリス 式宮碧音）                 | [ 131 ]    |
| #2            | 2022年8月4日   | 特番リステップ #2 ～”だいたい”5周年記念～      | 赤尾ひかる（ASTERISM 星咲あかり）                   | [ 136 ]    |
| #3            | 2022年11月15日 | 特番リステップ #3 ～”だいたい”ライブ直前記念～ | 小澤亜李（オルタンシア 伊津村紫）、伊藤翼（作曲家） | [ 137 ]    |
| #4            | 2023年11月22日 | 特番リステップ #4                              | 椿本康雄（プロデューサー）                          | [ 138 ]    |
| #4 ～おまけ～ | 2023年11月22日 | 特番リステップ #4 ～おまけ～                   | 椿本康雄（プロデューサー）                          | [ 139 ]    |

### ゲスト出演
| 年     | タイトル                                                          | 放送日   | 出演者                         | 出典            |
| ------ | ----------------------------------------------------------------- | -------- | ------------------------------ | --------------- |
| 2016年 | ぽにきゃんぜん部!                                                 | 8月10日  | 鬼頭明里                       | [ 140 ]         |
| 2016年 | ノン子とのび太のアニメスクランブル                                | 8月10日  | 田澤茉純、空見ゆき             | [ 141 ]         |
| 2017年 | ぽにきゃんぜん部!                                                 | 6月16日  | 牧野天音、田澤茉純             | [ 142 ]         |
| 2018年 | ラジオ鷲宮 柊姉妹誕生日イベント「Wかおりん 笑顔の誕生日!!」生中継 | 7月7日   | 立花芽恵夢                     | [ 143 ] [ 144 ] |
| 2019年 | 吉田尚記 dスタジオ supported by docomo                            | 8月27日  | 牧野天音、立花芽恵夢、岩橋由佳 | [ 145 ]         |
| 2022年 | A&G TRIBAL RADIO エジソン                                         | 11月26日 | 牧野天音、岩橋由佳             | [ 146 ]         |

## テレビアニメ
2019年7月より9月まで『Re:ステージ！ ドリームデイズ♪』（リステージ ドリームデイズ）のタイトルで、TOKYO MXほかにて放送された。通称はリステDD。ストーリーは原作の1巻から2巻まで（プリズムステージ東京予選終了まで）を基に構成されている。

### スタッフ（アニメ）
- 原作 - 『Re:ステージ！』
- 監督 - 片貝慎[4][149]
- 助監督- 鹿谷拓史
- シリーズ構成 - team yoree.（冨田頼子、加茂靖子、浦畑達彦）[4][149]
- キャラクター原案 - 和泉つばす[4][149]
- キャラクターデザイン - 谷口元浩[4][149]
- 美術監督 - 内藤健[4][150]
- 美術設定 - 大平司[4][150]
- 色彩設計 - 松森より子[4][150]
- プロップデザイン - 大谷道子[4][150]
- 3DCGディレクター - 茅野巧斗[4][150]
- 撮影監督 - 林昭夫[4][150]
- 編集 - 須藤瞳[4][150]
- 音響監督 - 亀山俊樹[4][150]
- 音楽 - KOHTA YAMAMOTO[4][150]
- 音楽制作 - ポニーキャニオン[4][150]
- 音楽プロデューサー - 横尾勇亮
- プロデューサー - 椿本康雄、川崎夏子、荒井英昌、天野幸大、佐藤元紀、福井詔雄
- アニメーションプロデューサー - 後藤史臣
- 制作 - ゆめ太カンパニー×グラフィニカ[4][150]
- 製作 - Re:ステージ！ ドリームデイズ♪製作委員会

### プロモーション
Re:ステージ！どたばたデイズ♪
作者、森あいりによる『Re:ステージ！どたばたデイズ♪』が、放送日の翌水曜日に4コマ漫画が公式Twitter上で公開された。基本的に放送内容の本編の補完ではなく放送内容に合わせたギャグ漫画となっている。全15話。
井の頭線ラッピング車両
- 車体広告　2019年8月12日～2019年9月8日
- 京王ニューボード　2019年8月12日～2019年8月18日
- 渋谷K-DGウェーブA+Bエリア　2019年8月19日～2019年8月25日

京王電鉄に関連するいくつかの施設でプロモーションが行われた。京王電鉄によれば、2019年8月12日から9月8日までの4週間の間に井の頭線で車体広告が行われていた。「Re:ステージ！」の公式Twitterによれば、約1か月で終了する予定だった車体広告がリステップのイベント「"だいたい"2周年」に合わせて、京王の提案により約2週間延長されたとしている。実際9月8日以降も目撃情報が見られる。車体広告は、(KiRaRe)、(テトラルキア・オルタンシア)、(トロワアンジュ・ステラマリス)の組で3編成が同時期にラッピングされた。
#リステＤＤ制作現場より
ゆめ太カンパニーの公式Twitterが、第5話から第12話までTwitterのハッシュタグ『#リステＤＤ制作現場より』を用いて、放送後に制作秘話を公開した。2017年の秋ごろにアニメのオファーが届いたことや、リステDD最後の楽曲「OvertuRe:」に関する構想が2018年4月には固まっていたことが公言されている。

### 主題歌
オープニングテーマ「Don’t think, スマイル!!」（第2話 - 第7話、第9話 - 第11話）
作詞 - 高瀬愛虹 / 作曲・編曲 - 伊藤翼 / 歌 - KiRaRe
エンディングテーマ
「憧れFuture Sign」（第1話 - 第7話、第9話 - 第11話）
作詞 - やしきん / 作曲・編曲 - 伊藤翼 / 歌 - KiRaRe
「宣誓センセーション」（第8話）
作詞 - 高瀬愛虹 / 作曲・編曲 - 伊藤翼 / 歌 - KiRaRe

挿入歌
「Brilliant Wings」（第1話）
作詞・作曲・編曲 - 久保正貴 / 歌 - Stellamaris
「ミライKeyノート」（第1話 - 第4話）
作詞 - 高瀬愛虹 / 作曲・編曲 - 伊藤翼 / 歌 - ここぱんな
「For you! For みい！」（第4話、第5話）
作詞・作曲・編曲 - やしきん / 歌 - 長谷川みい（空見ゆき）
「キライキライCЯY」（第4話、第9話）
作詞 - Soflan Daichi / 作曲・編曲 - 伊藤翼 / 歌 - 市杵島瑞葉（田澤茉純）&長谷川みい（空見ゆき）
「キラメキFuture」（第5話、第7話）
作詞 - 高瀬愛虹 / 作曲・編曲 - 伊藤翼 / 歌 - KiRaRe
「Yes, We Are!!!」（第6話、第8話、第12話）
作詞・作曲・編曲 - ヒゲドライバー / 歌 - オルタンシア
「Purple Rays」（第6話）
作詞・作曲・編曲 - ヒゲドライバー / 歌 - オルタンシア
「Like the Sun, Like the Moon」（第8話、第12話）
作詞・作曲 - 俊龍 / 編曲 - Sizuk / 歌 - Stellamaris
「ク・ルリラビー」（第9話）
作詞 - kyo haneda / 作曲・編曲 - 伊藤翼 / 歌 - 柊かえ（立花芽恵夢）&本城香澄（岩橋由佳）
「ステレオライフ」（第9話）
作詞 - Soflan Daichi / 作曲・編曲 - 伊藤翼 / 歌 - 式宮舞菜（牧野天音）&月坂紗由（鬼頭明里）
「カナリア」（第10話）
作詞・作曲・編曲 - 石川慧 / 歌 - テトラルキア
「エンゼルランプ」（第10話）
作詞 - 高瀬愛虹 / 作曲・編曲 - 伊藤翼 / 歌 - トロワアンジュ
「FlowerS 〜となりで咲く花のように〜」（第11話）
作詞 - 森由里子 / 作曲・編曲 - 滝澤俊輔 / 歌 - オルタンシア
「Secret Dream」（第11話）
作詞 - 太田彩華、俊龍 / 作曲 - 俊龍 / 編曲 - よる。 / 歌 - Stellamaris
「OvertuRe:」（第11話、第12話）
作詞 - Soflan Daichi / 作曲・編曲 - 伊藤翼 / 歌 - KiRaRe
「367Days」（第12話）
作詞 - Soflan Daichi / 作曲・編曲 - 伊藤翼 / 歌 - KiRaRe

### 各話リスト
| 話数 | サブタイトル                             | 脚本              | 絵コンテ        | 演出              | 作画監督                                                              | 総作画監督        |
| ---- | ---------------------------------------- | ----------------- | --------------- | ----------------- | --------------------------------------------------------------------- | ----------------- |
| #01  | くっつけて、謡舞踊部                     | 浦畑達彦          | 片貝慎          | 鹿谷拓史 小坂春女 | 野田智弘 北條裕之 江口麻里 東美帆                                     | 谷口元浩          |
| #02  | 完全にミジンコ                           | 浦畑達彦          | きみやしげる    | きみやしげる      | 萩原省智 櫻井拓郎 金海淑                                              | 谷口元浩          |
| #03  | 興味ないって言ったよね                   | 冨田頼子          | 於地紘仁        | 山田晃            | -                                                                     | 原田峰文 大谷道子 |
| #04  | もう終わりだみぃ                         | 加茂靖子          | 名取孝浩        | 上田慎一郎        | 手島典子 薮田裕希                                                     | 原田峰文          |
| #05  | 梅こぶ茶飲み隊                           | 浦畑達彦          | 香川豊 片貝慎   | 中村憲由          | 江口麻里 北條裕之 鈴木彩乃 山口保則 東美帆 MOON HEE                   | 谷口元浩          |
| #06  | 紫ちゃんは私のおばさん                   | 加茂靖子          | 葛谷直行        | 葛谷直行          | 上原史也 辻村歩 手島典子 齊藤香織                                     | 原田峰文 大谷道子 |
| #07  | 先輩とはいえ少し黙らせるべきか           | 冨田頼子          | 中嶋清人 香川豊 | 中嶋清人          | 牛島希 鞠野黄英                                                       | 谷口元浩          |
| #08  | ノーギャラなんかでやってられない         | 加茂靖子          | 原博            | 名取孝浩          | 野田智弘 原田練気 江口麻里 北條裕之 鈴木彩乃 東美帆                   | 谷口元浩          |
| #09  | 向こうの親御さんには私から連絡しておくわ | 冨田頼子          | 葛谷直行        | 上田慎一郎        | 薮田裕希 辻村歩 梶浦伸一郎                                            | 原田峰文          |
| #10  | 戦闘力がどんどん上昇している             | 冨田頼子 加茂靖子 | きみやしげる    | 清水明            | 許斌 楊越 鄭翰豊 Nyki Ikyn                                            | 谷口元浩          |
| #11  | 駄ポエムは駄ポエム                       | 浦畑達彦          | 葛谷直行        | 小野田雄亮        | 辻村歩 手島典子                                                       | 原田峰文 大谷道子 |
| #12  | これが、私たちの                         | 冨田頼子          | 於地紘仁 片貝慎 | 鹿谷拓史 片貝慎   | 野田智弘 鈴木彩乃 江口麻里 東美帆 北條裕之 原田練気 山口保則 工藤慎也 | 谷口元浩          |

### 放送局
| 放送期間                | 放送時間                     | 放送局   | 対象地域 | 備考                             |
| ----------------------- | ---------------------------- | -------- | -------- | -------------------------------- |
| 2019年7月7日 - 9月29日  | 日曜 22:00 - 22:30           | TOKYO MX | 東京都   |                                  |
| 2019年7月10日 - 10月2日 | 水曜 0:00 - 0:30（火曜深夜） | BSフジ   | 日本全域 | BS/BS4K放送 / 『アニメギルド』枠 |
| 2019年7月11日 - 10月3日 | 木曜 23:30 - 金曜 0:00       | AT-X     | 日本全域 | CS放送 / リピート放送あり        |

| 配信期間                | 配信時間         | 配信サイト |
| ----------------------- | ---------------- | --- |
| 2019年7月8日 - 9月30日  | 月曜 0:00 更新   | AbemaTV dアニメストア ニコニコ動画 ひかりTV U-NEXT アニメ放題 FOD GYAO! Amazonプライム・ビデオ ビデオマーケット Rakuten TV TSUTAYA TV DMM.com あにてれ クランクイン！ビデオ |
|                         | 月曜 0:00 - 0:30 | ニコニコ生放送 |
| 2019年7月10日 - 10月2日 | 水曜 12:00 更新  | バンダイチャンネル |
| 2019年7月11日 - 10月3日 | 木曜 12:00 更新  | ビデオパス |

### BD / DVD
| 巻 | 発売日         | 収録話          | 規格品番   | 規格品番   |
| 巻 | 発売日         | 収録話          | BD         | DVD        |
| -- | -------------- | --------------- | ---------- | ---------- |
| 1  | 2019年10月2日  | 第1話 - 第3話   | PCXG-50691 | PCBG-53311 |
| 2  | 2019年10月23日 | 第4話 - 第6話   | PCXG-50692 | PCBG-53312 |
| 3  | 2019年11月20日 | 第7話 - 第9話   | PCXG-50693 | PCBG-53313 |
| 4  | 2019年12月18日 | 第10話 - 第12話 | PCXG-50694 | PCBG-53314 |